# Портреты королей и князей Польши

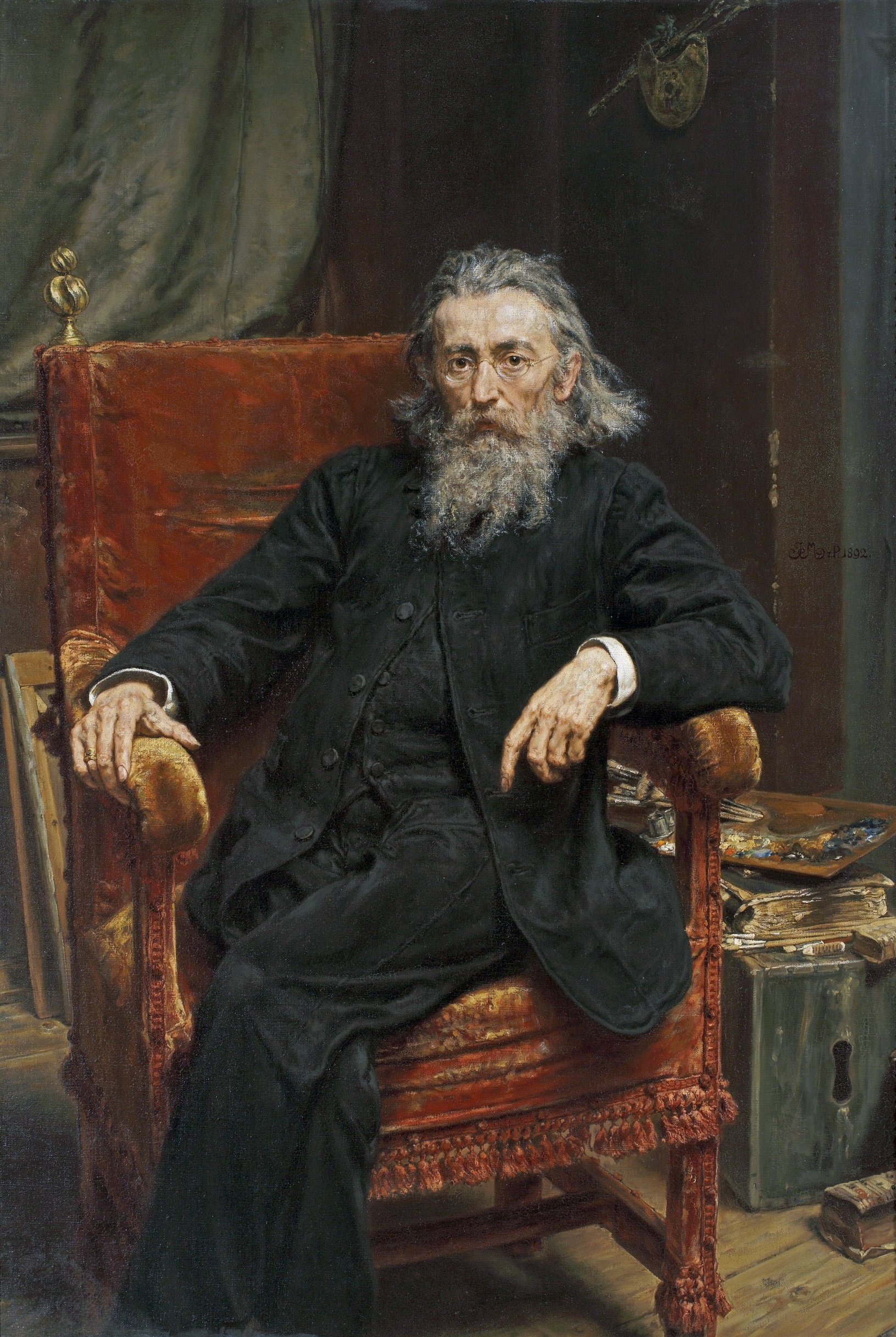
Ян Матейко. Автопортрет

«Портреты королей и князей Польши» (пол. Poczet królów i książąt polskich) — цикл карандашных рисунков польского художника Яна Матейко, созданный в 1890—1892 годах. Включает портреты 44 польских монархов от Мешко I до Станислава Августа Понятовского (в том числе четырёх женщин), которые хранятся в Национальном музее во Вроцлаве. «Портреты» остаются самым популярным циклом изображений польских монархов, хотя специалисты признают, что Матейко работал в идеализирующей манере. В 1961 году был опубликован альбом с колоризованными версиями портретов.

## Галерея

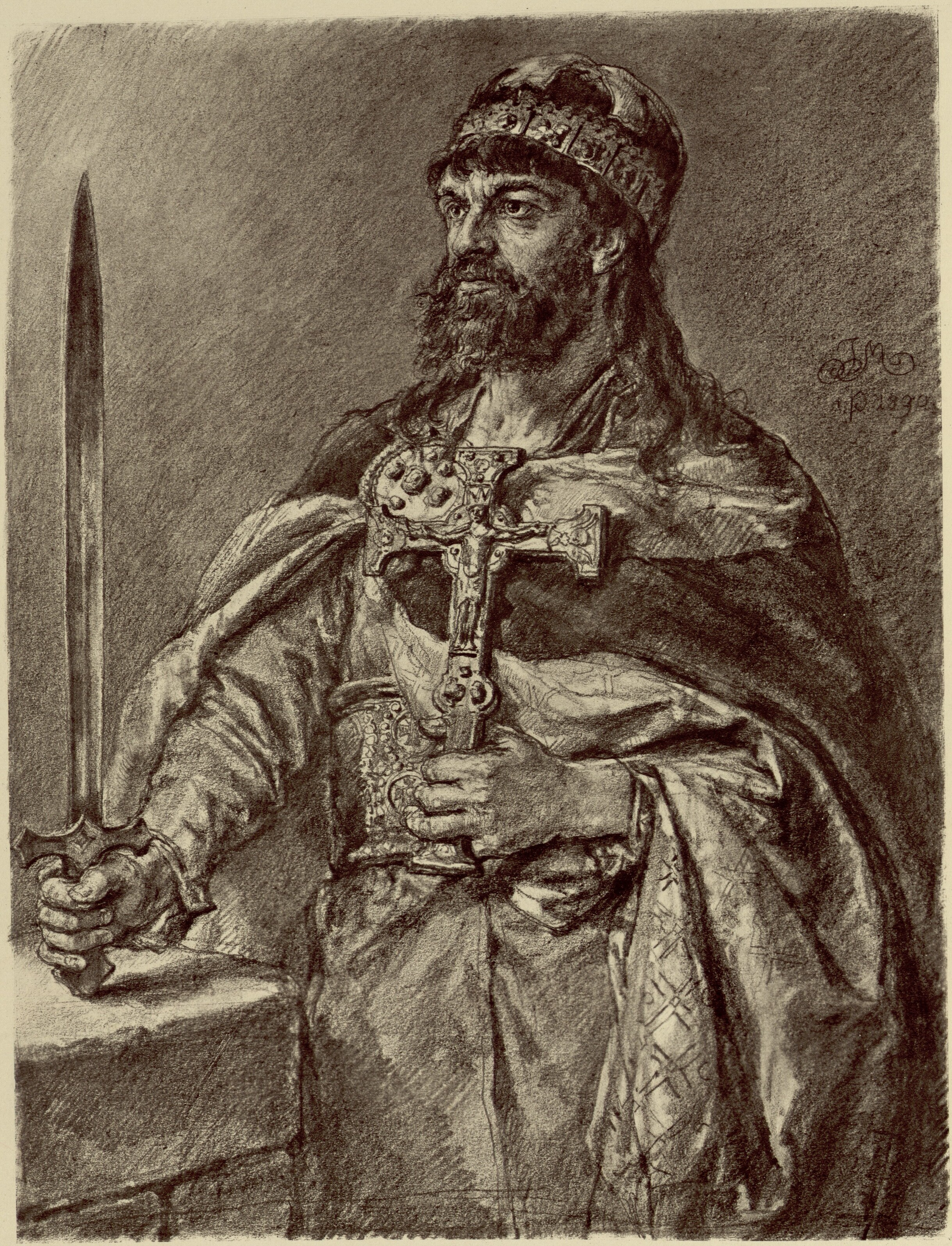
Мешко I
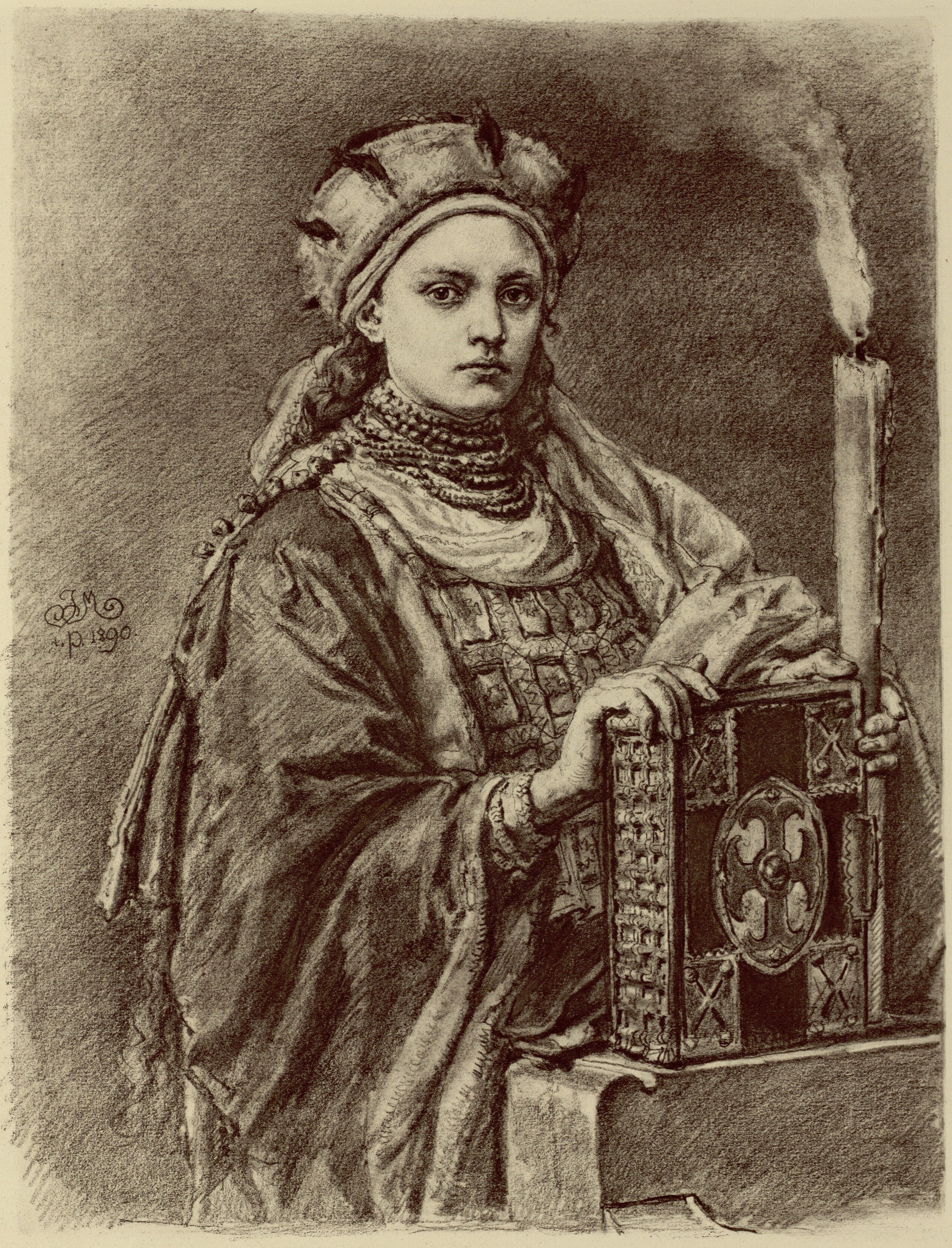
Дубравка Чешская
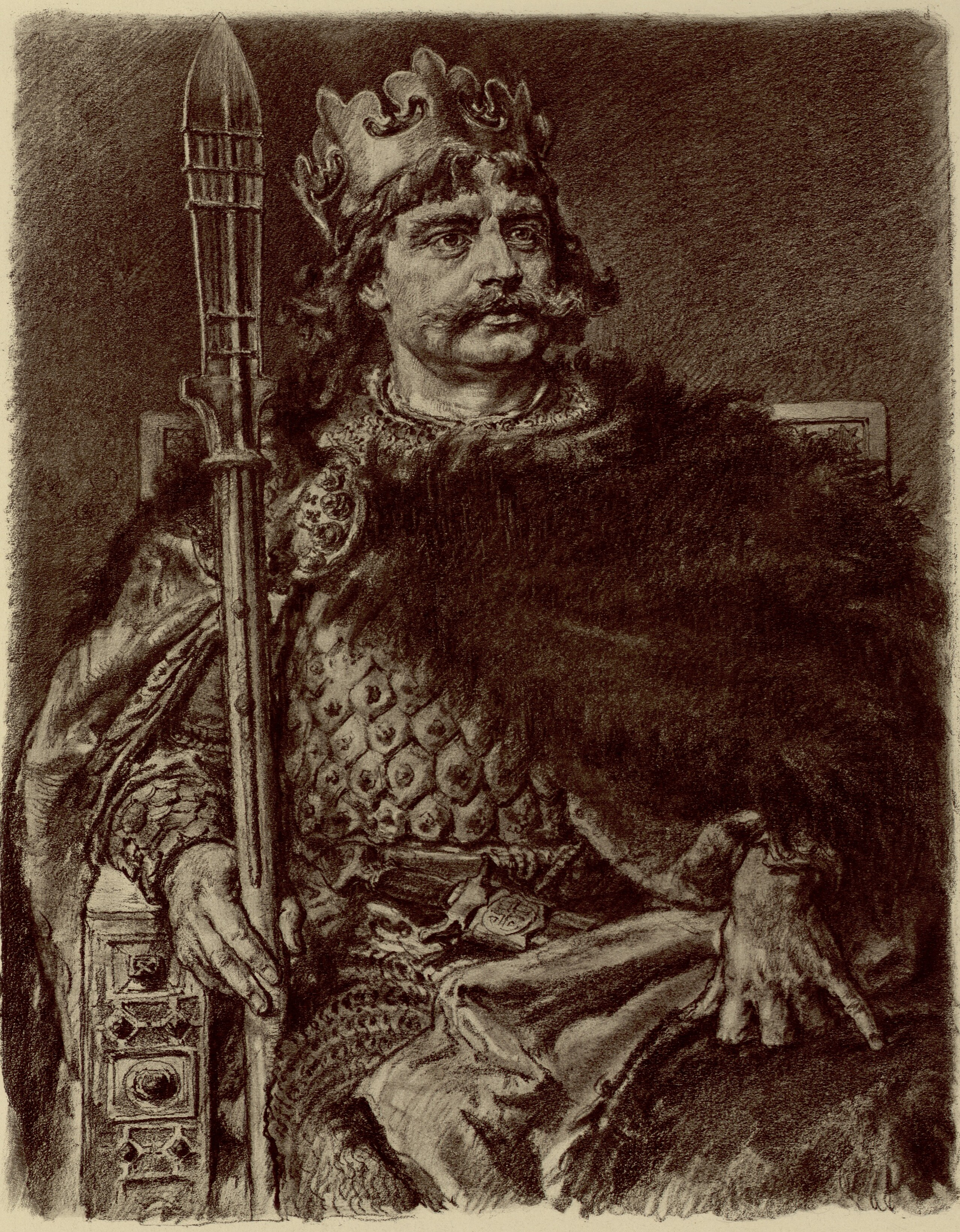
Болеслав I Храбрый
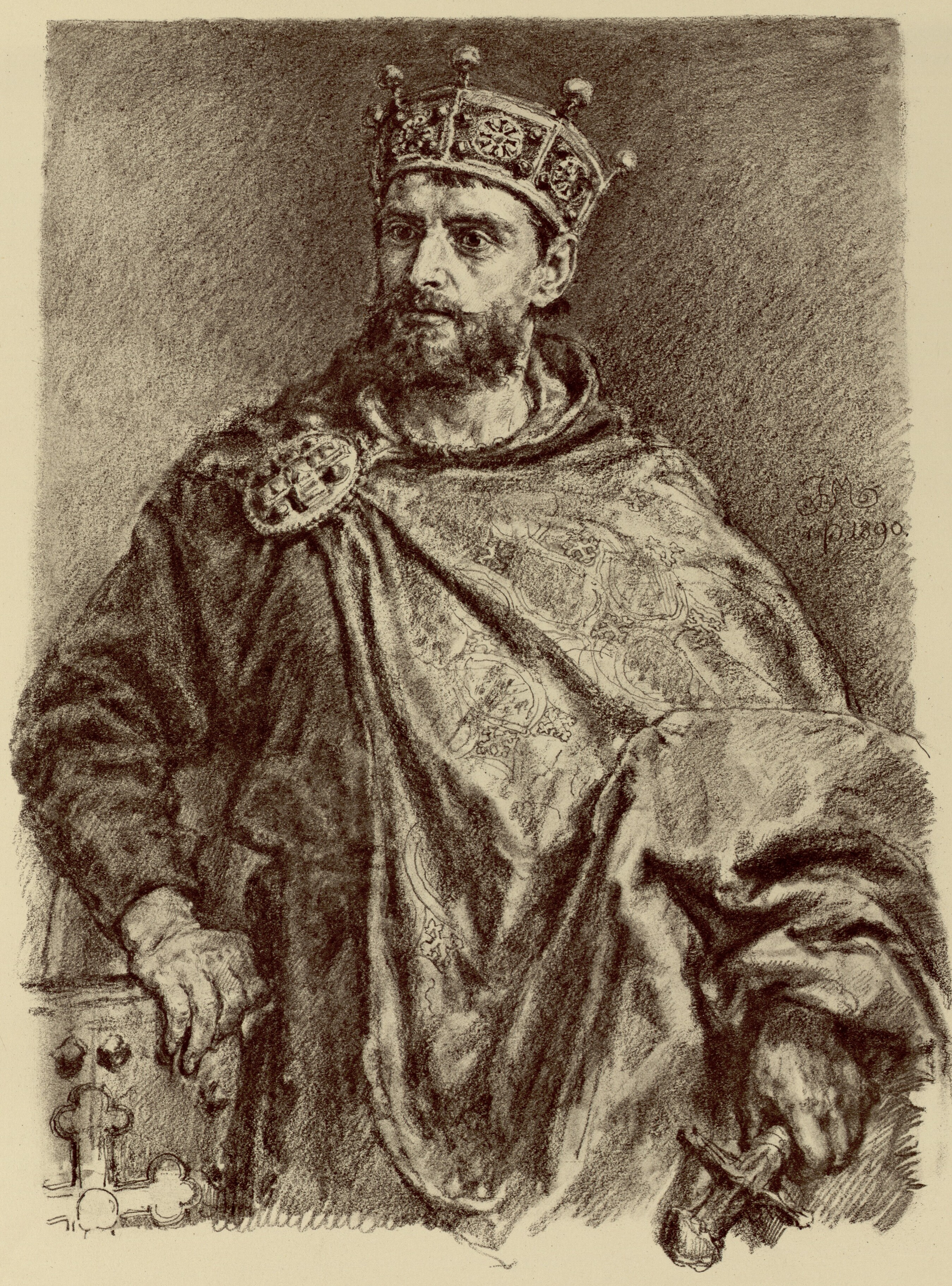
Мешко II Ламберт
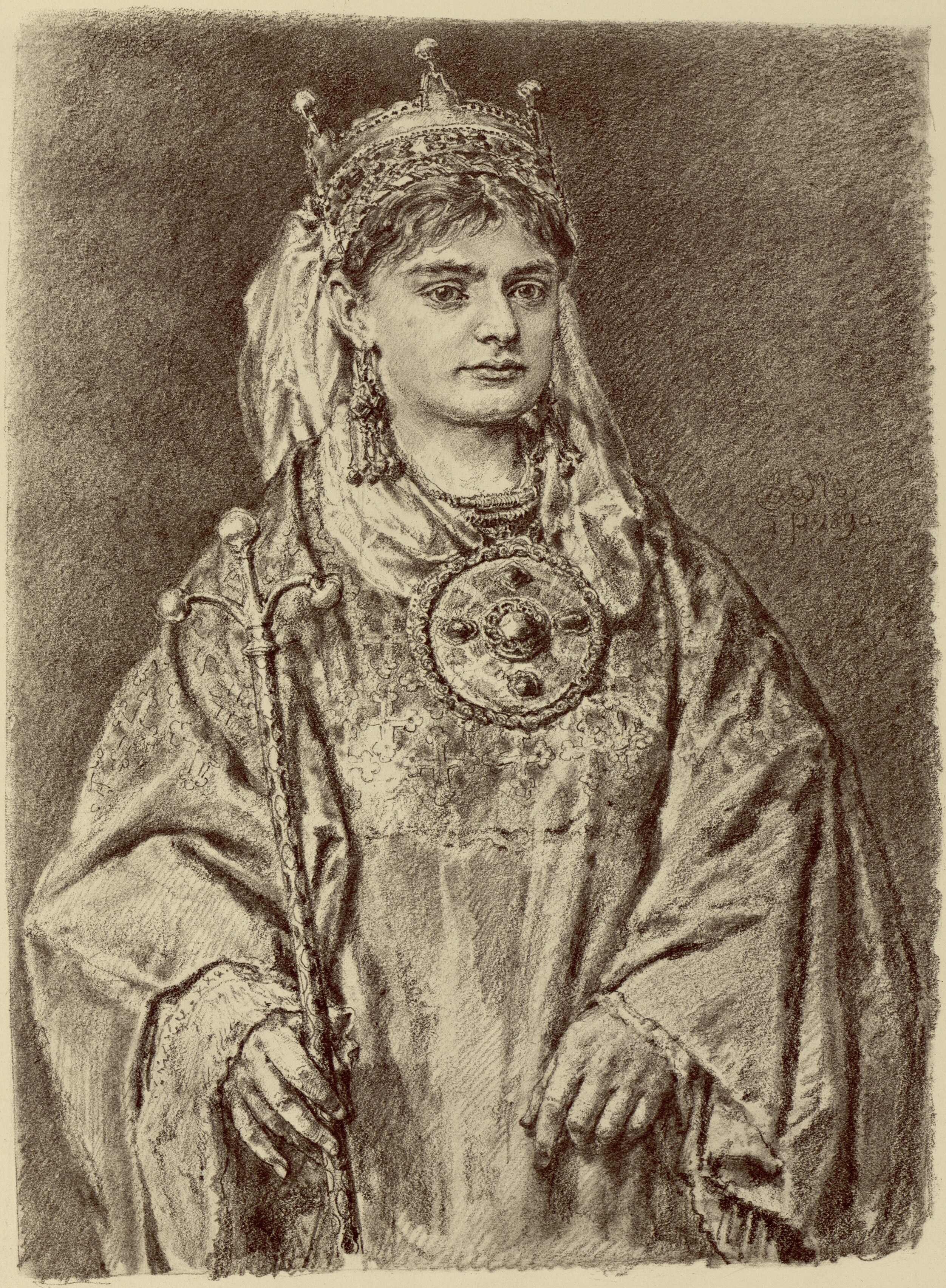
Рыкса Лотарингская
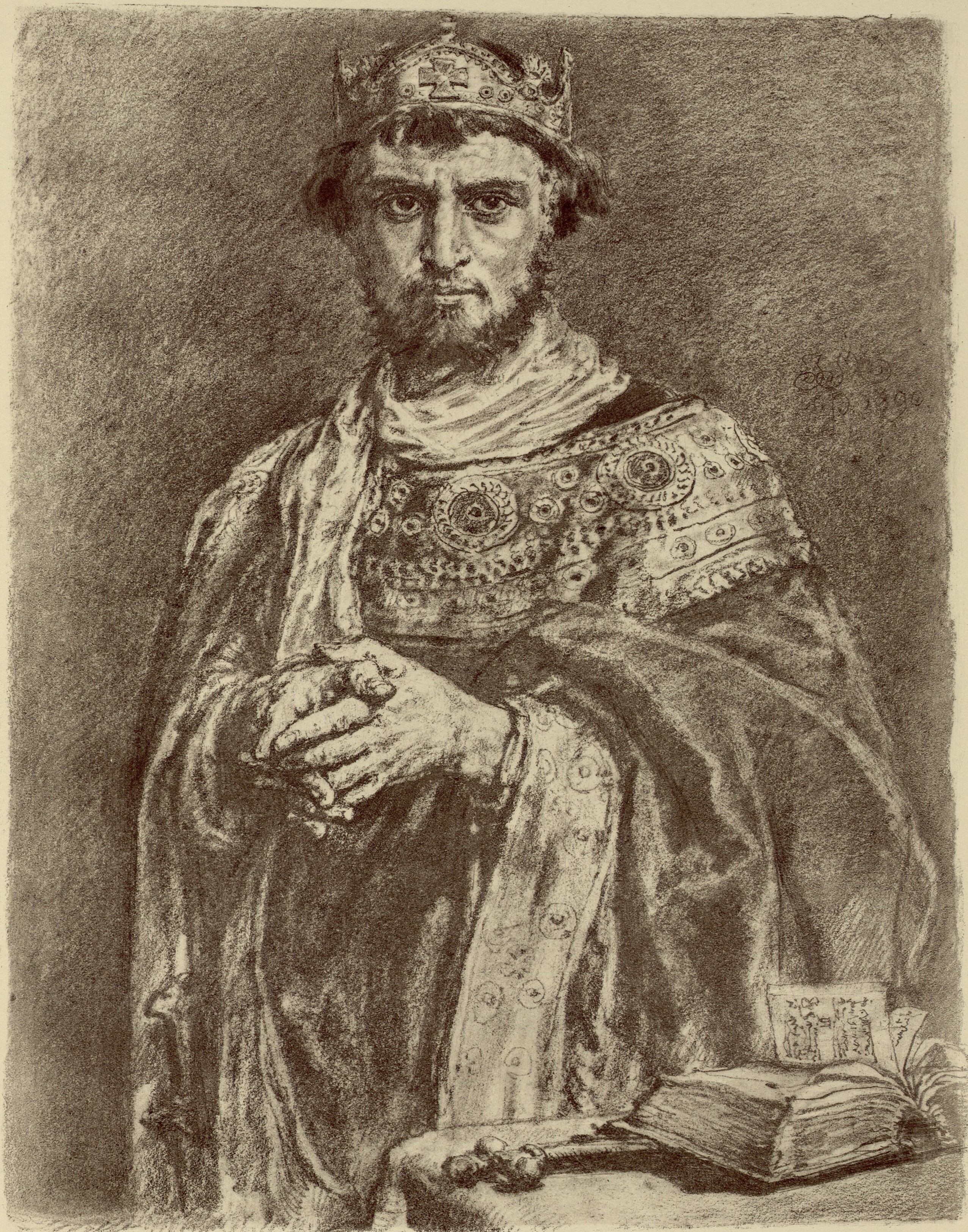
Казимир I Восстановитель
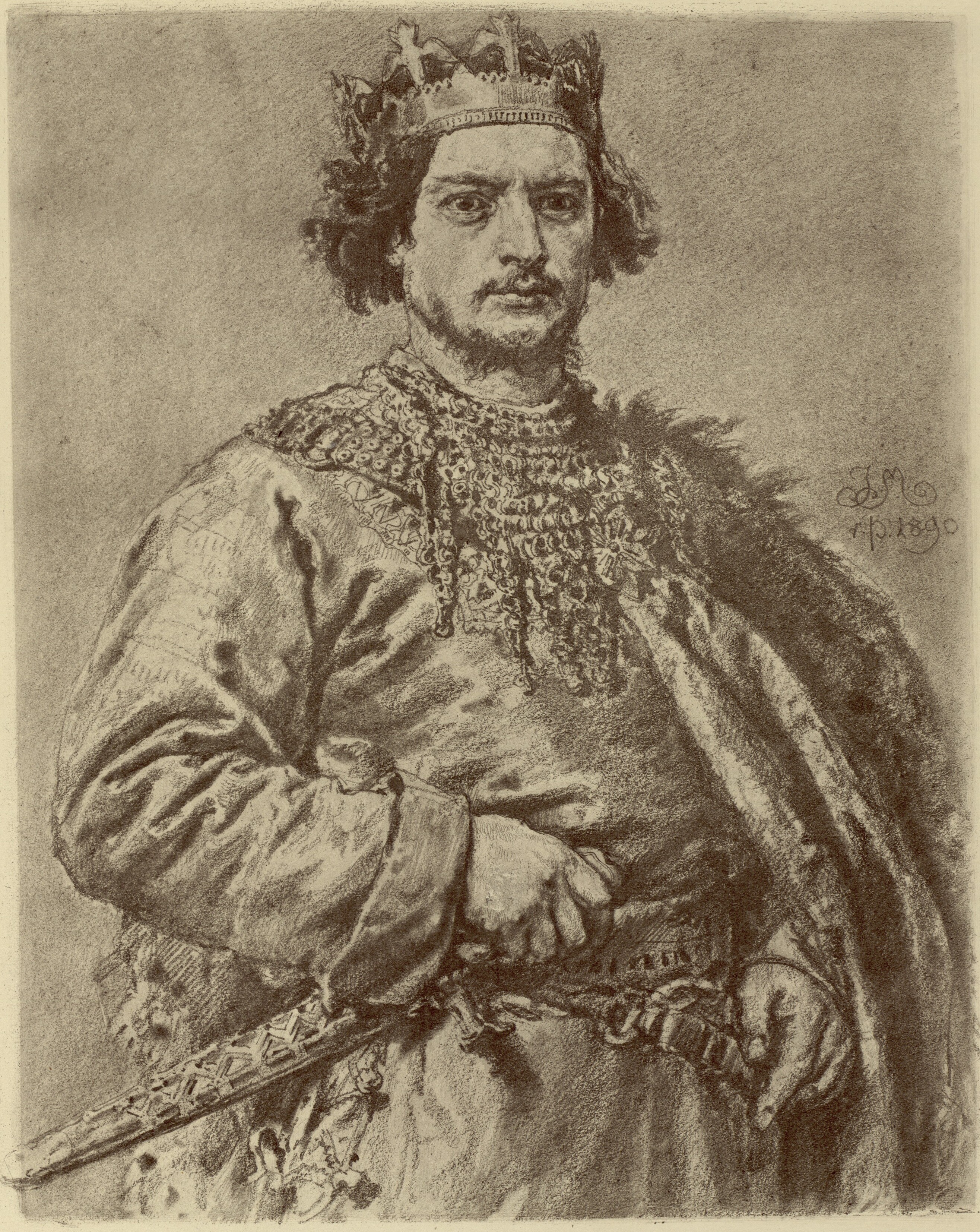
Болеслав II Смелый
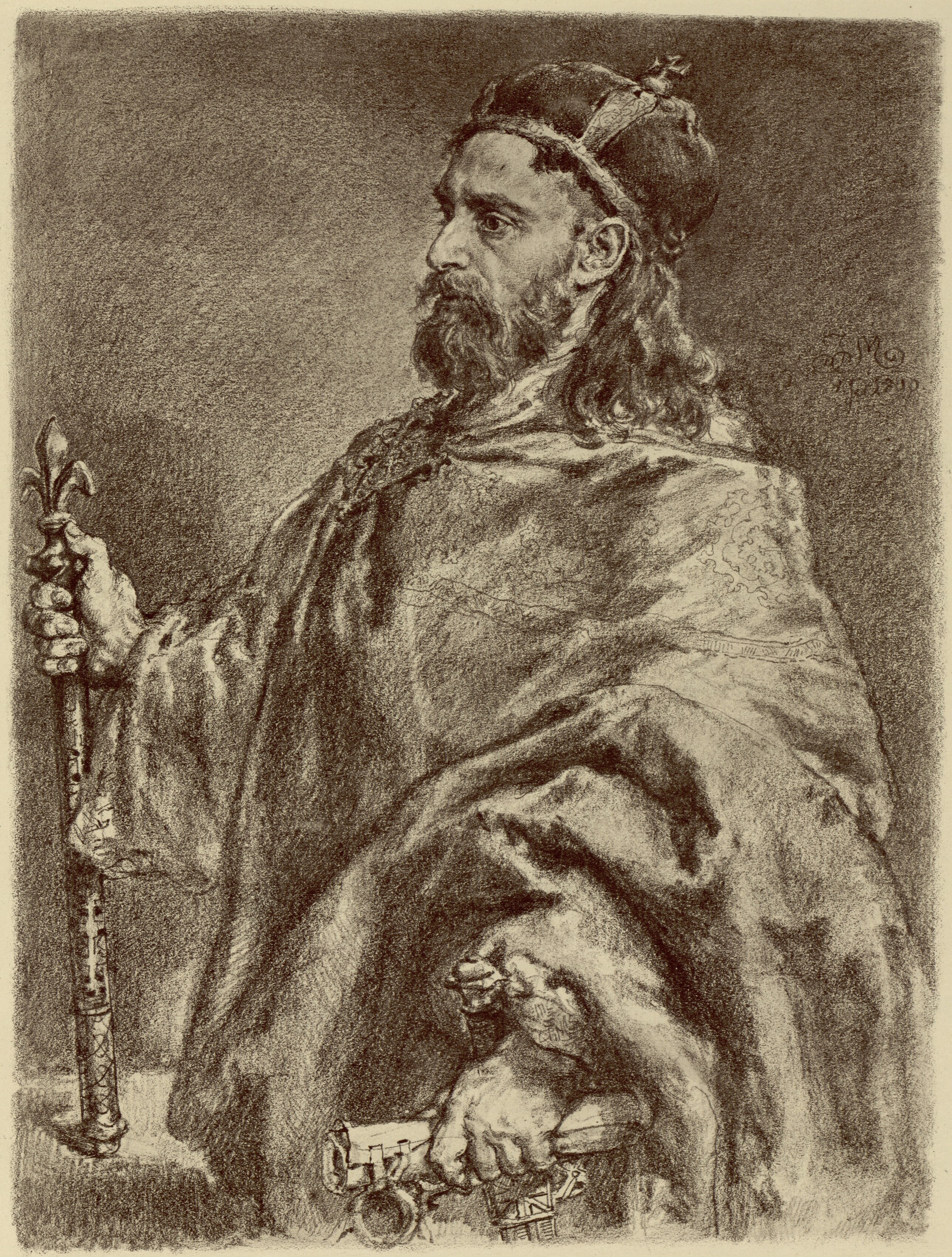
Владислав I Герман
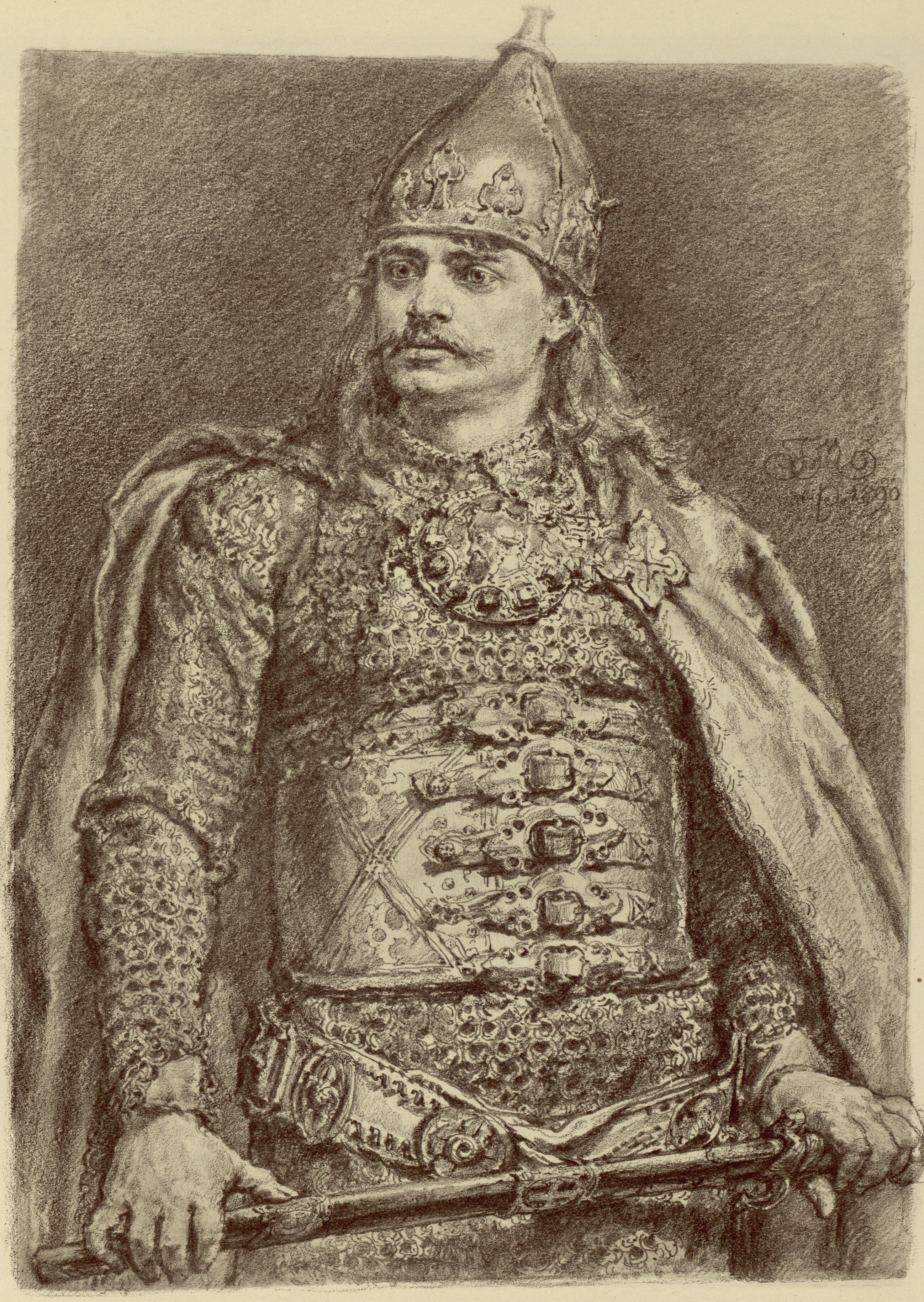
Болеслав III Кривоустый
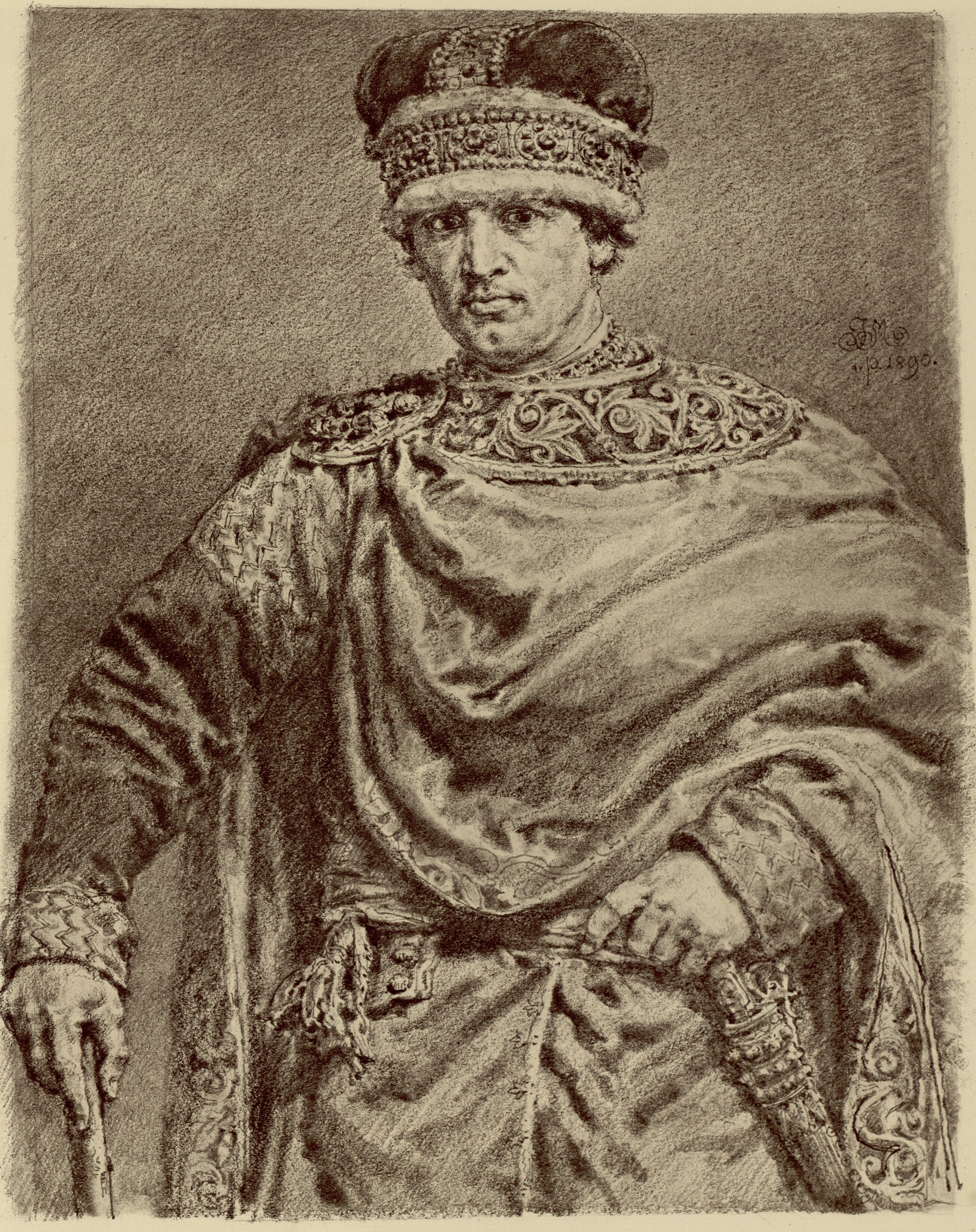
Владислав II Изгнанник
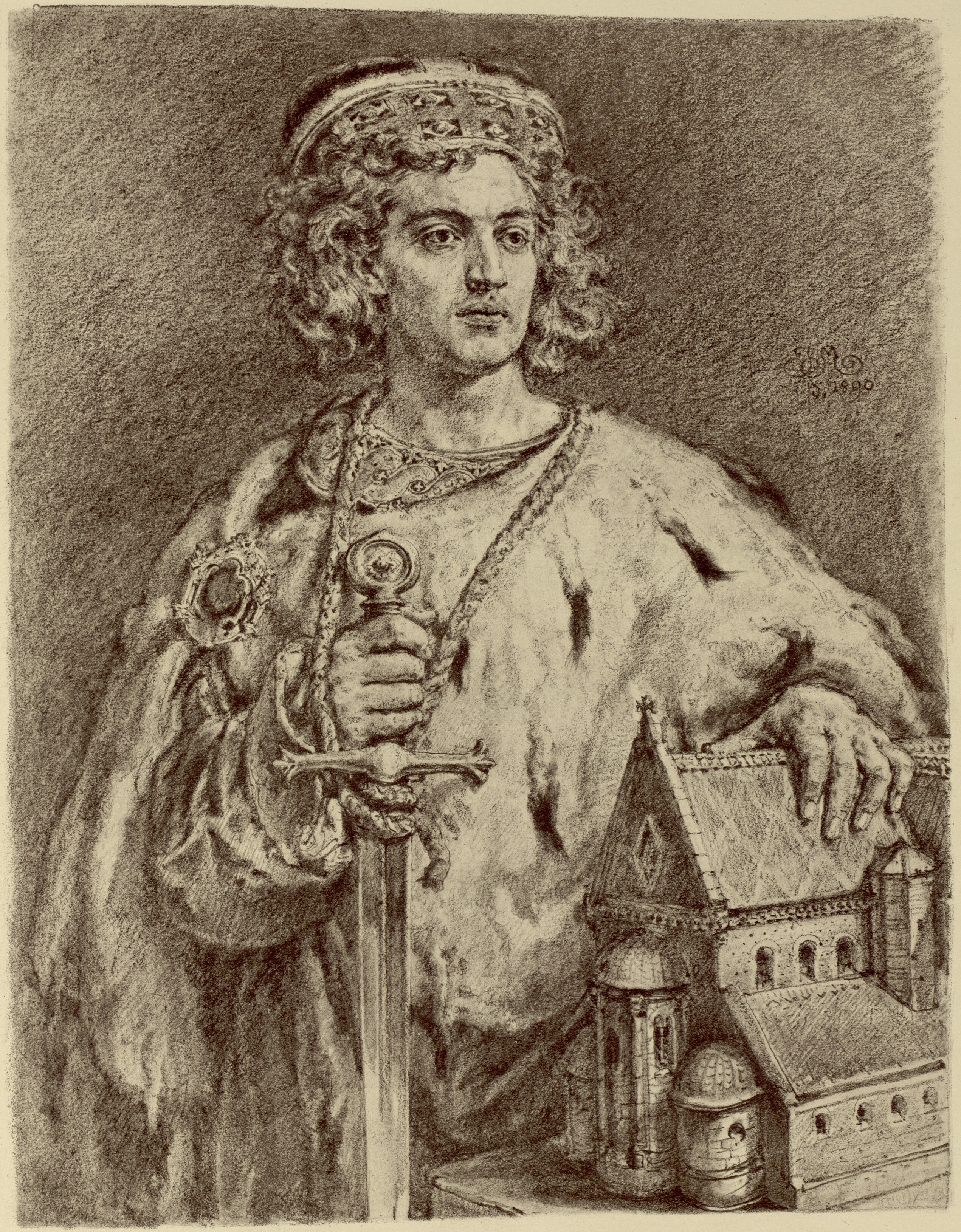
Болеслав IV Кудрявый
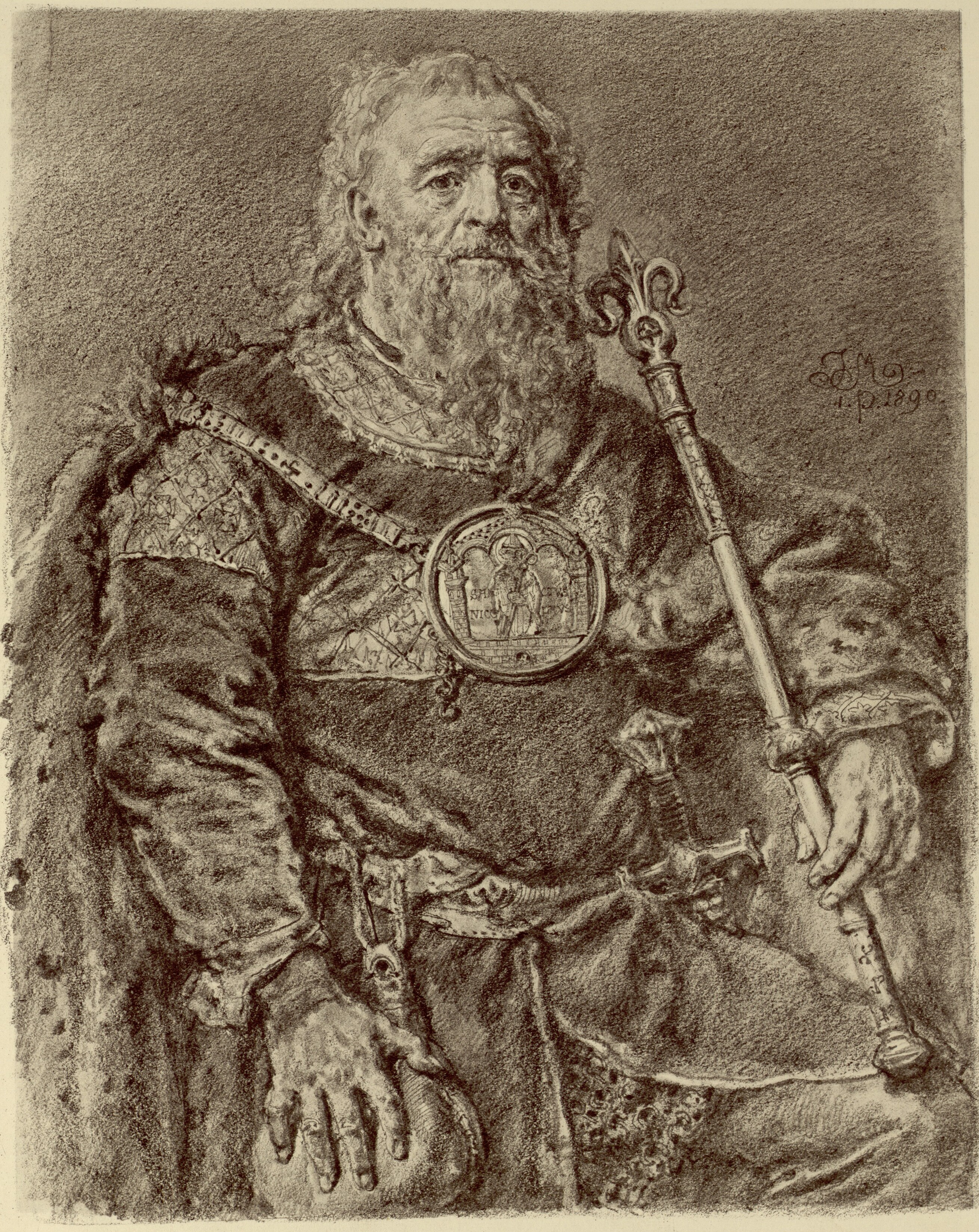
Мешко III Старый
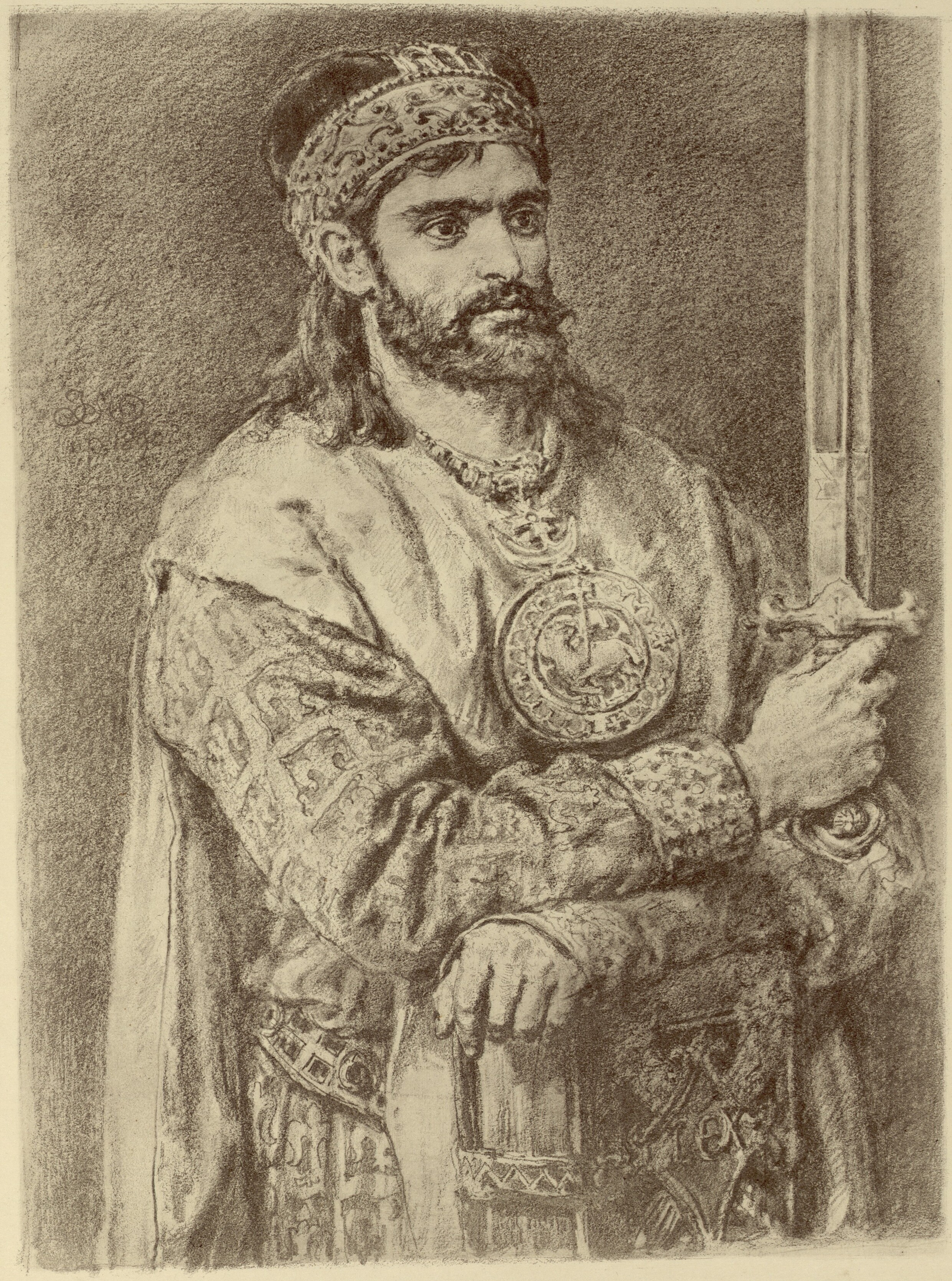
Казимир II Справедливый
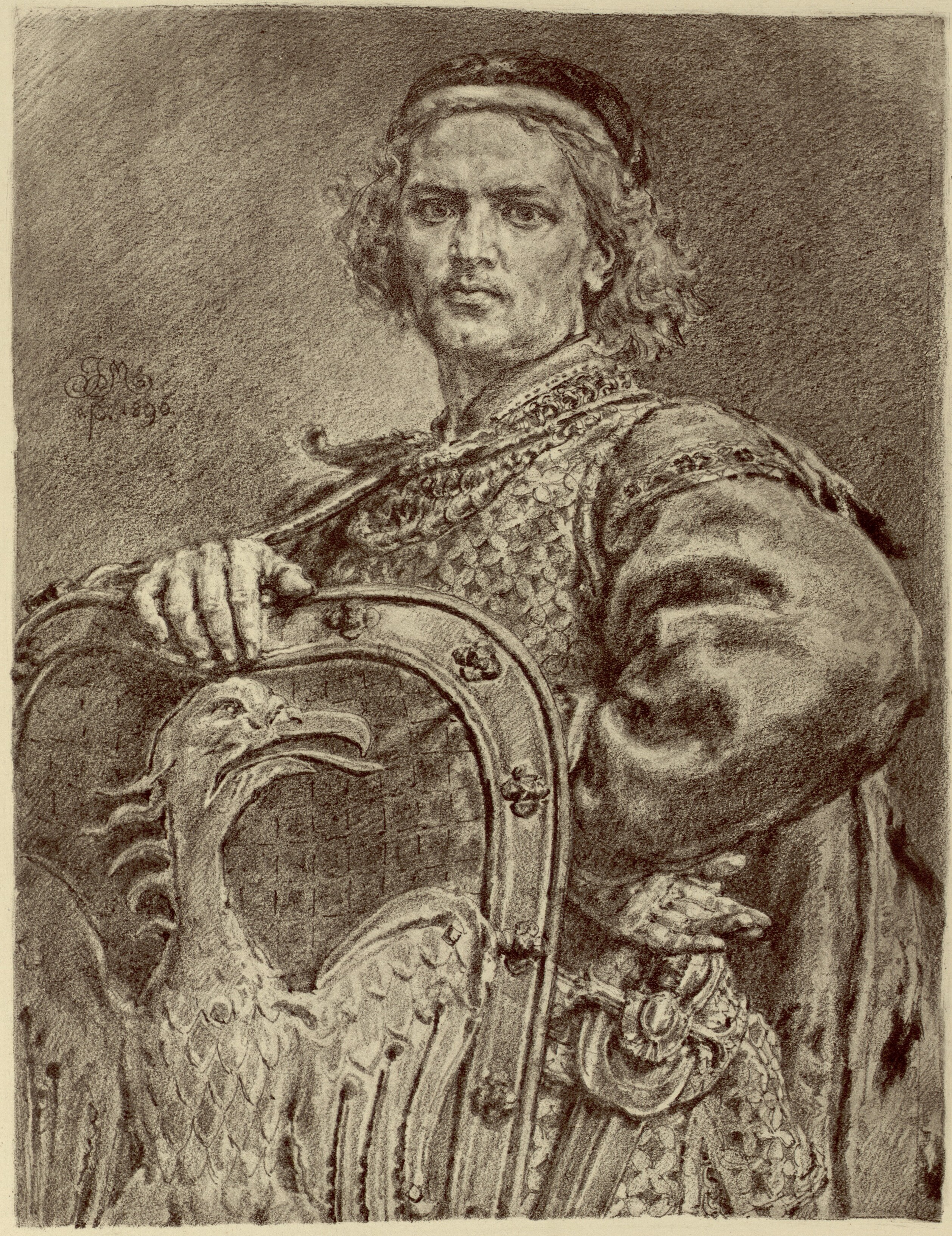
Лешко Белый
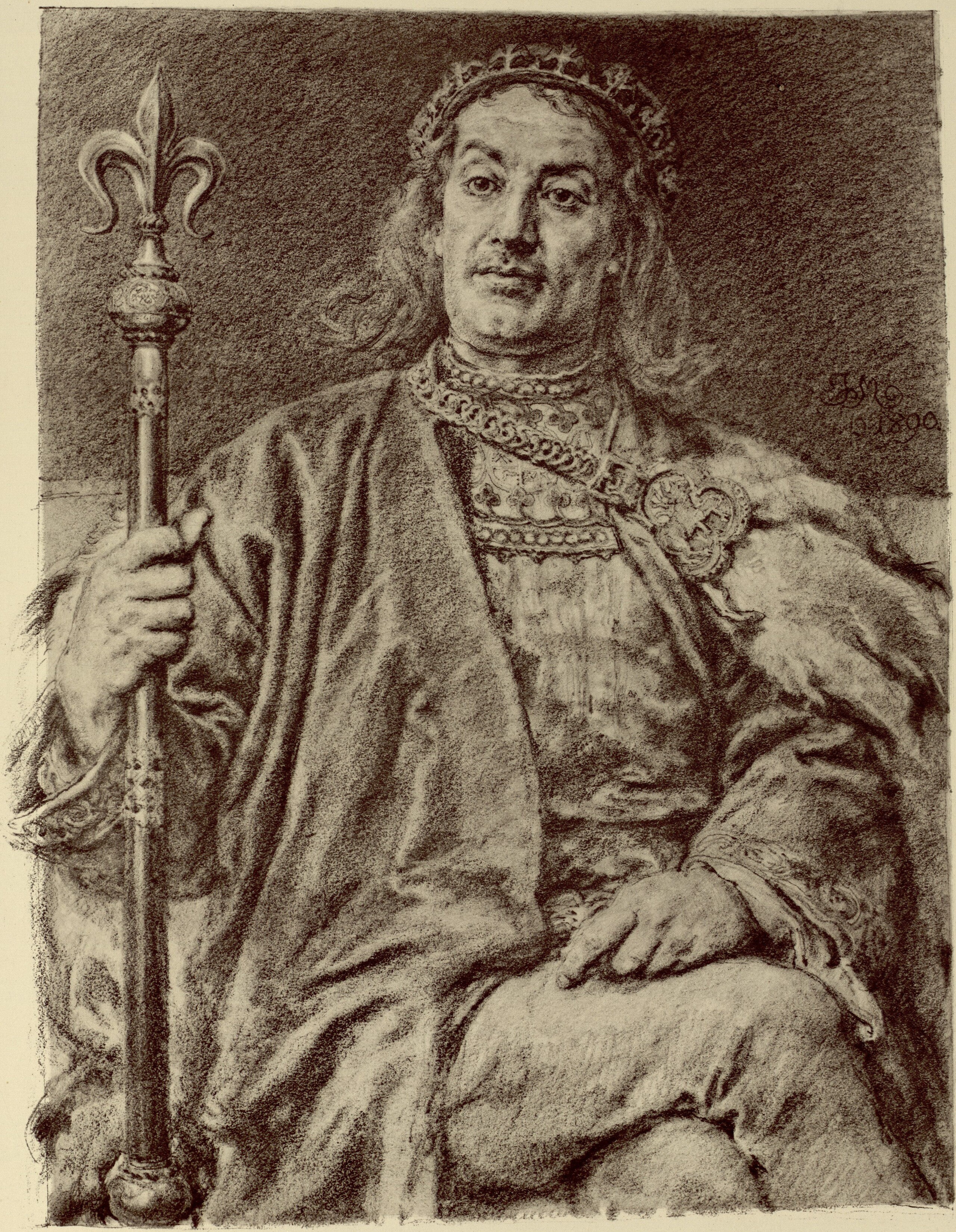
Владислав III Тонконогий
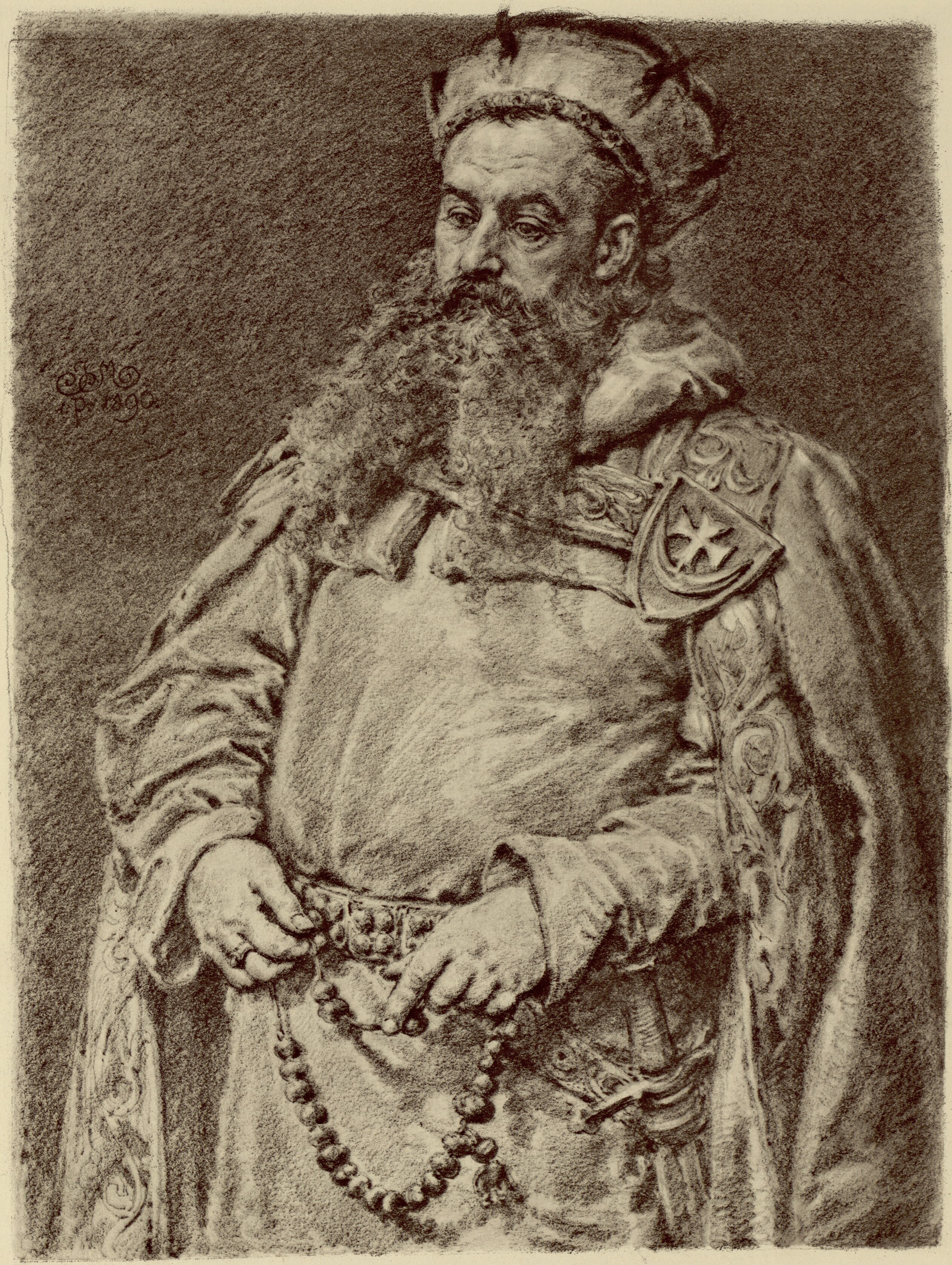
Генрих I Бородатый
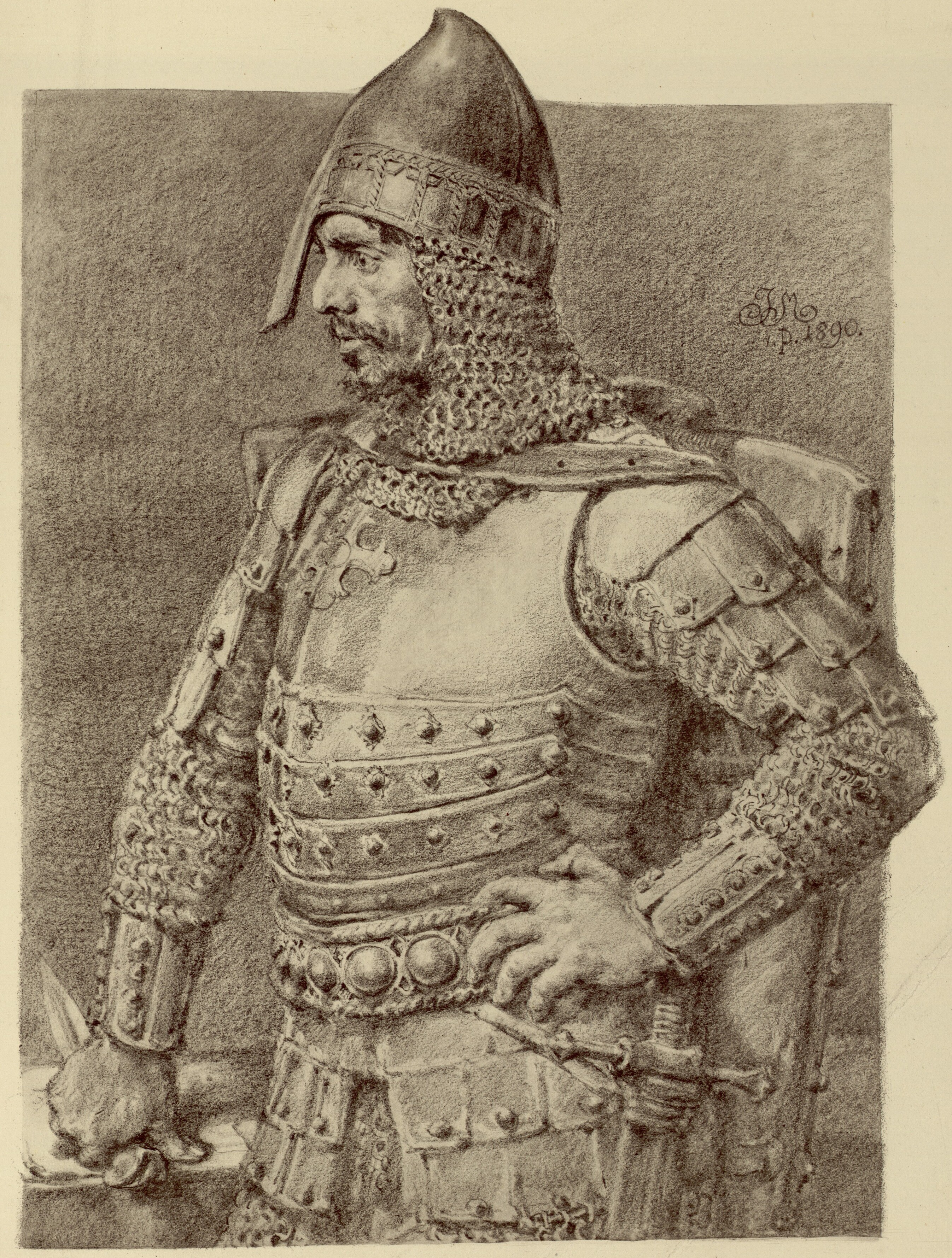
Конрад I Мазовецкий
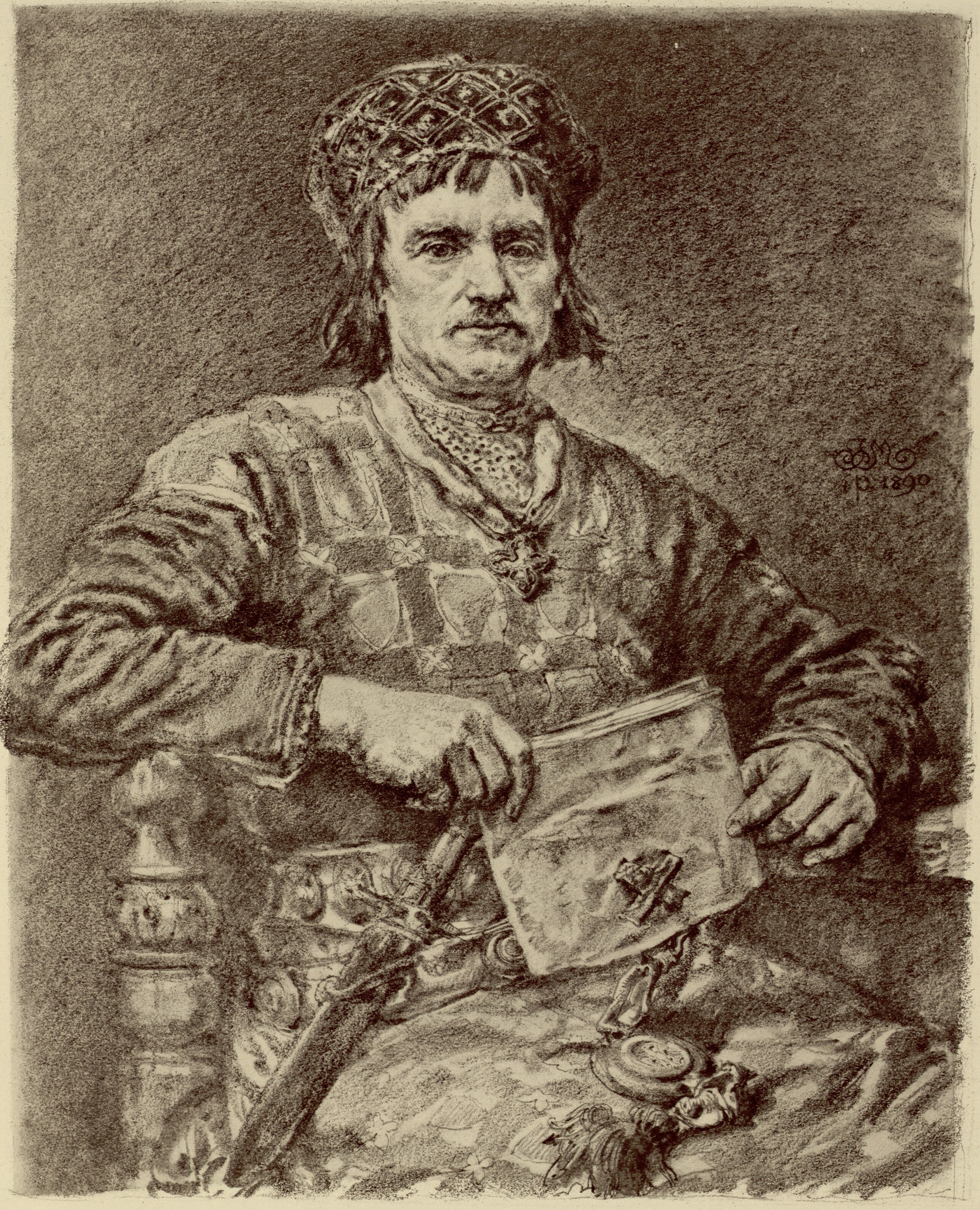
Болеслав V Стыдливый
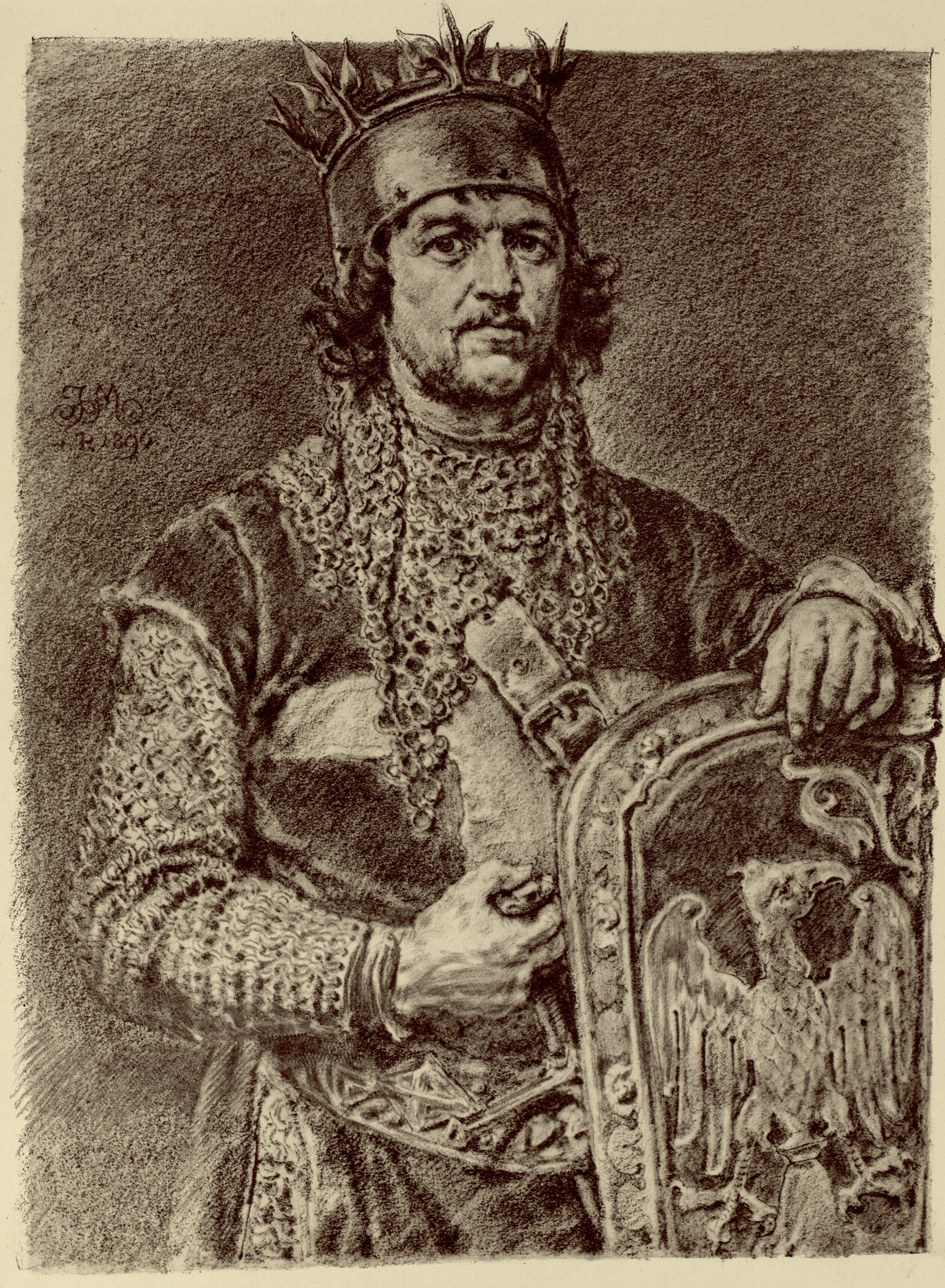
Лешко Чёрный
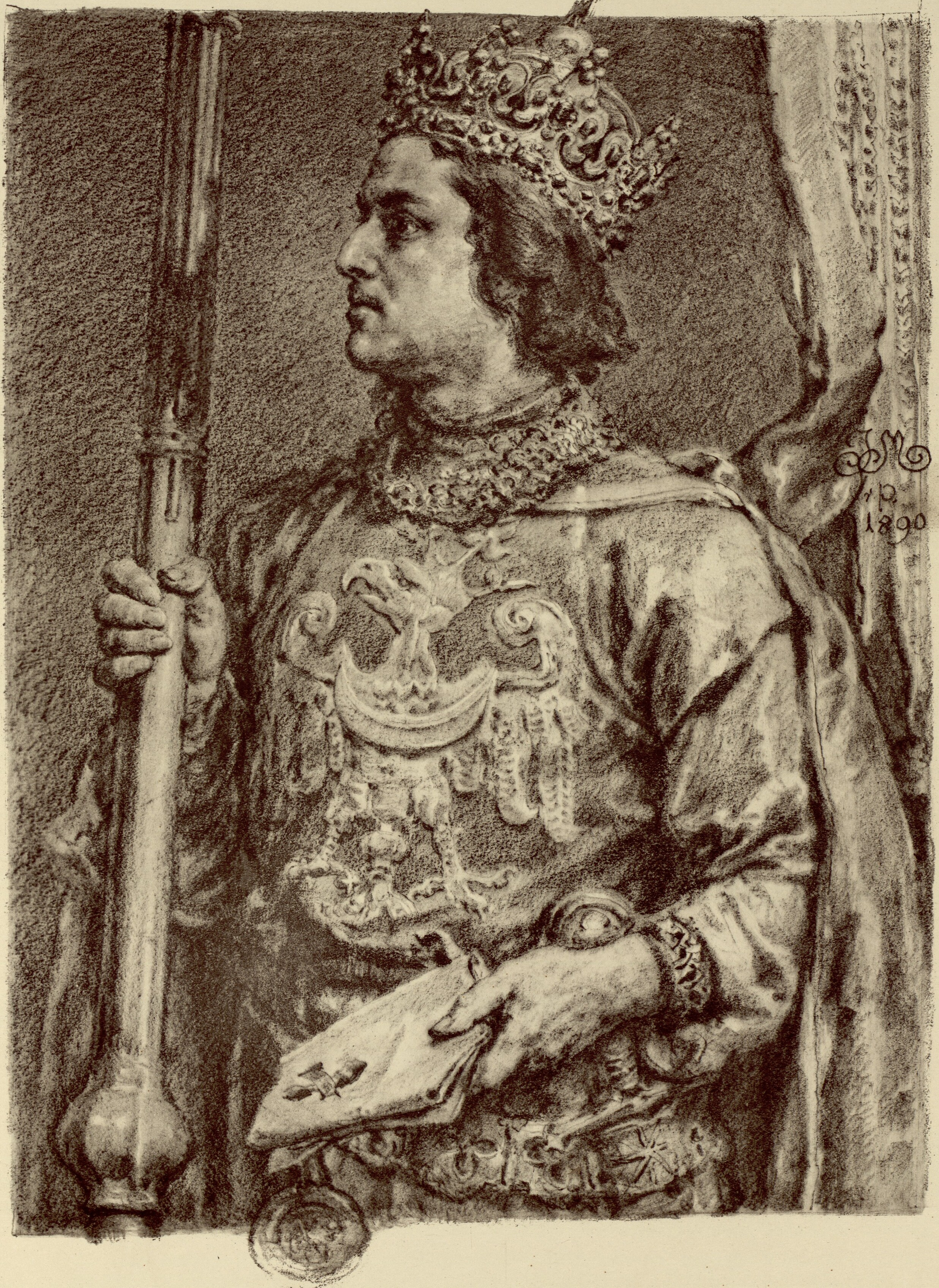
Пшемыслав II
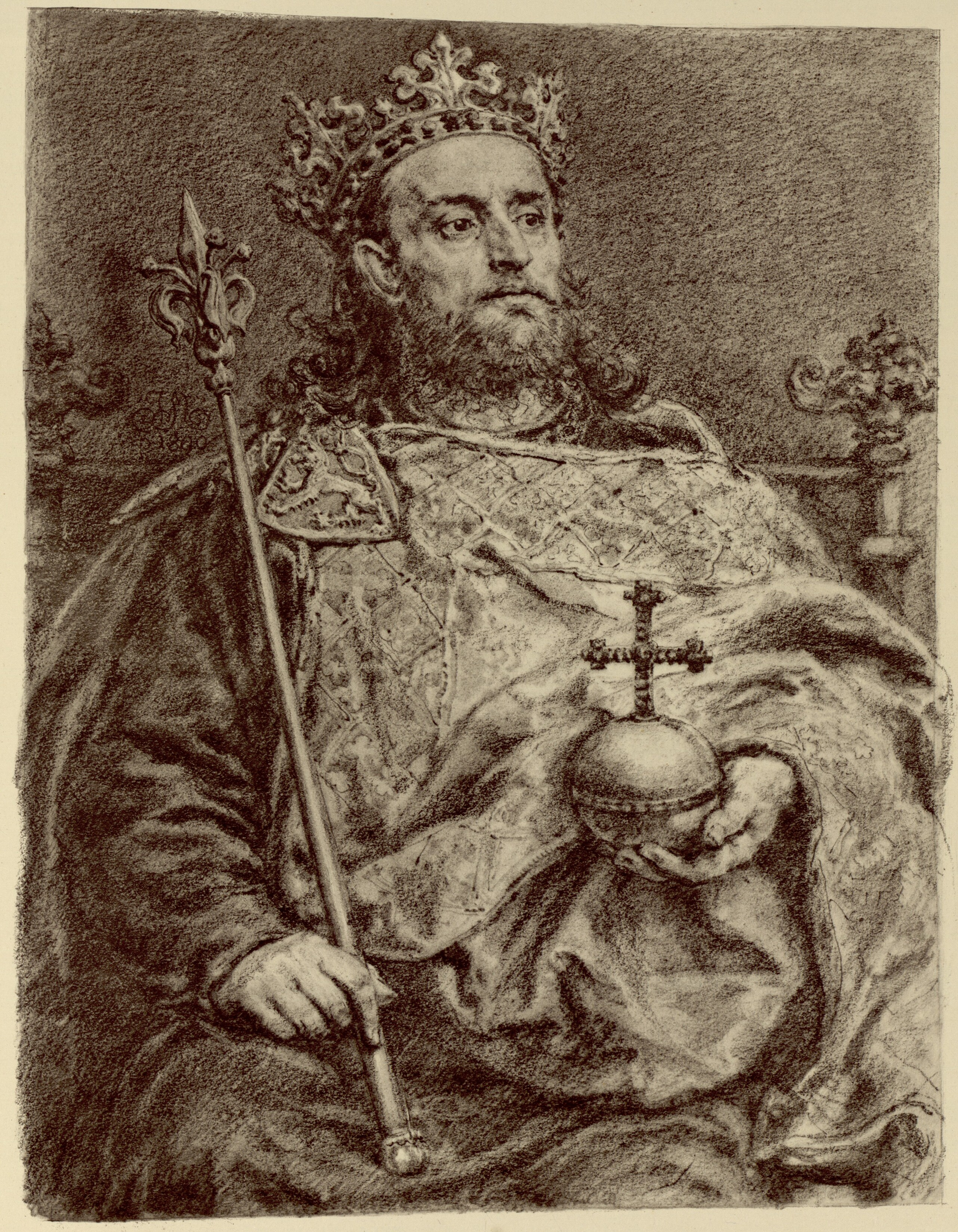
Вацлав II
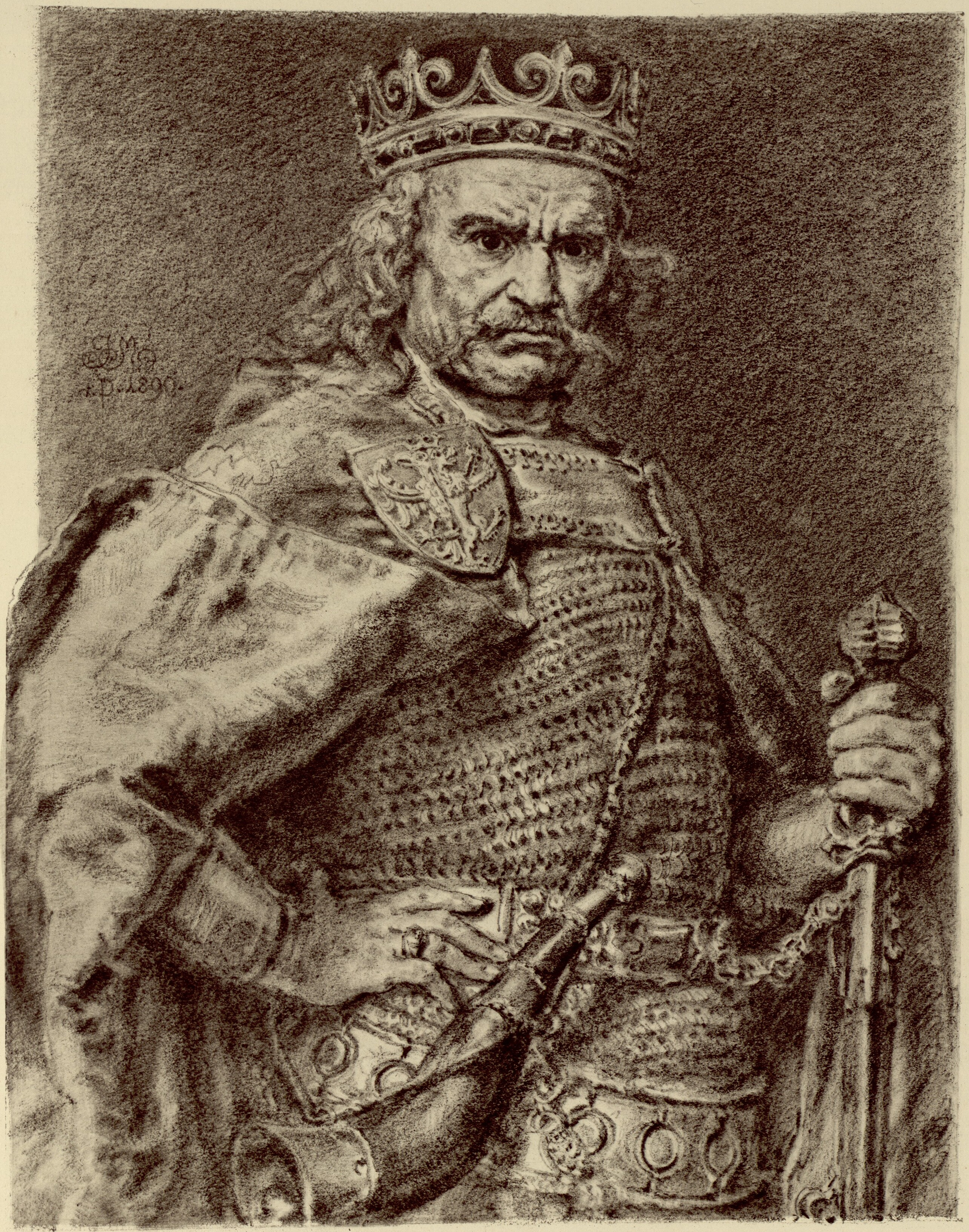
Владислав I Локетек
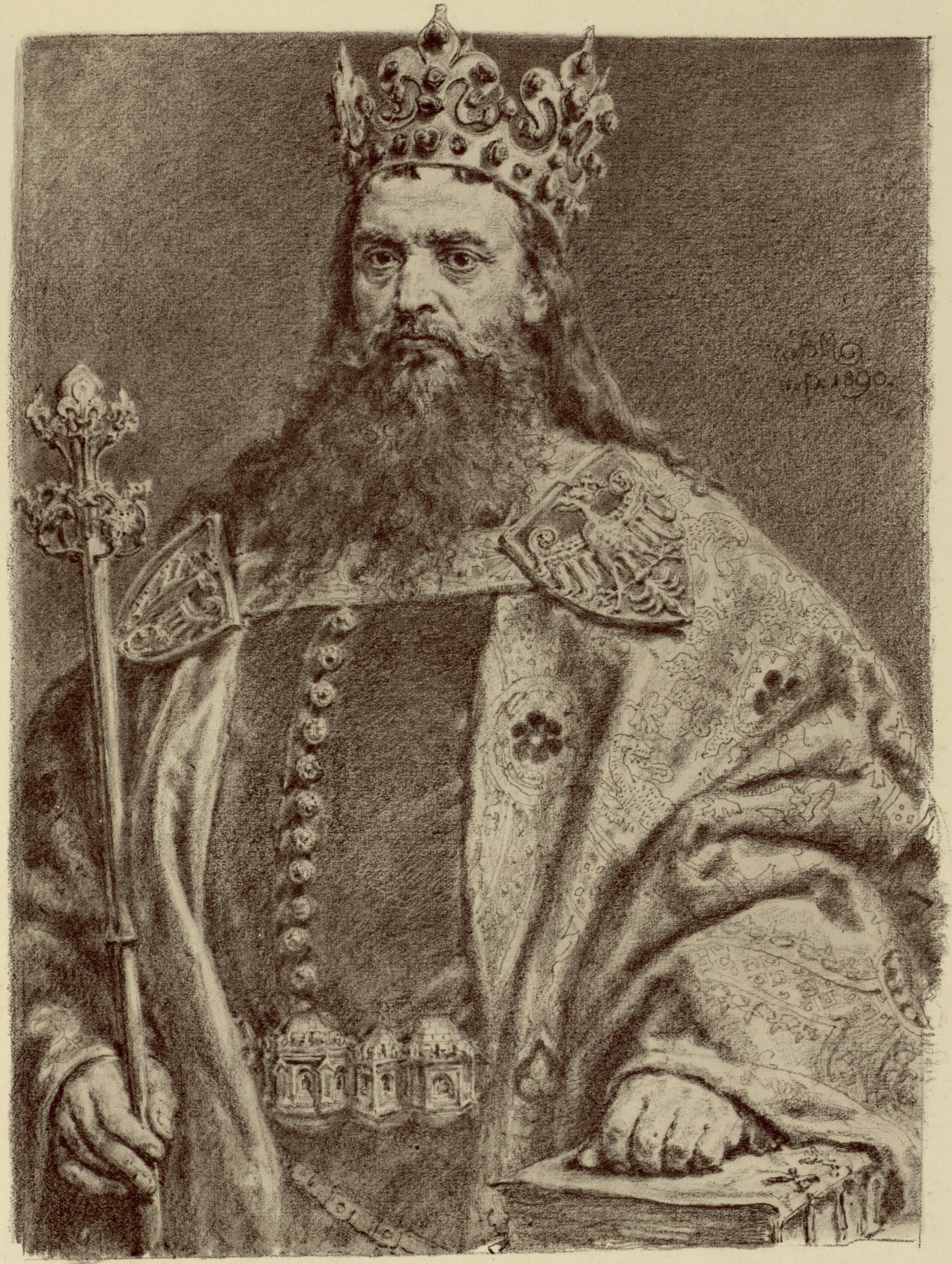
Казимир III Великий
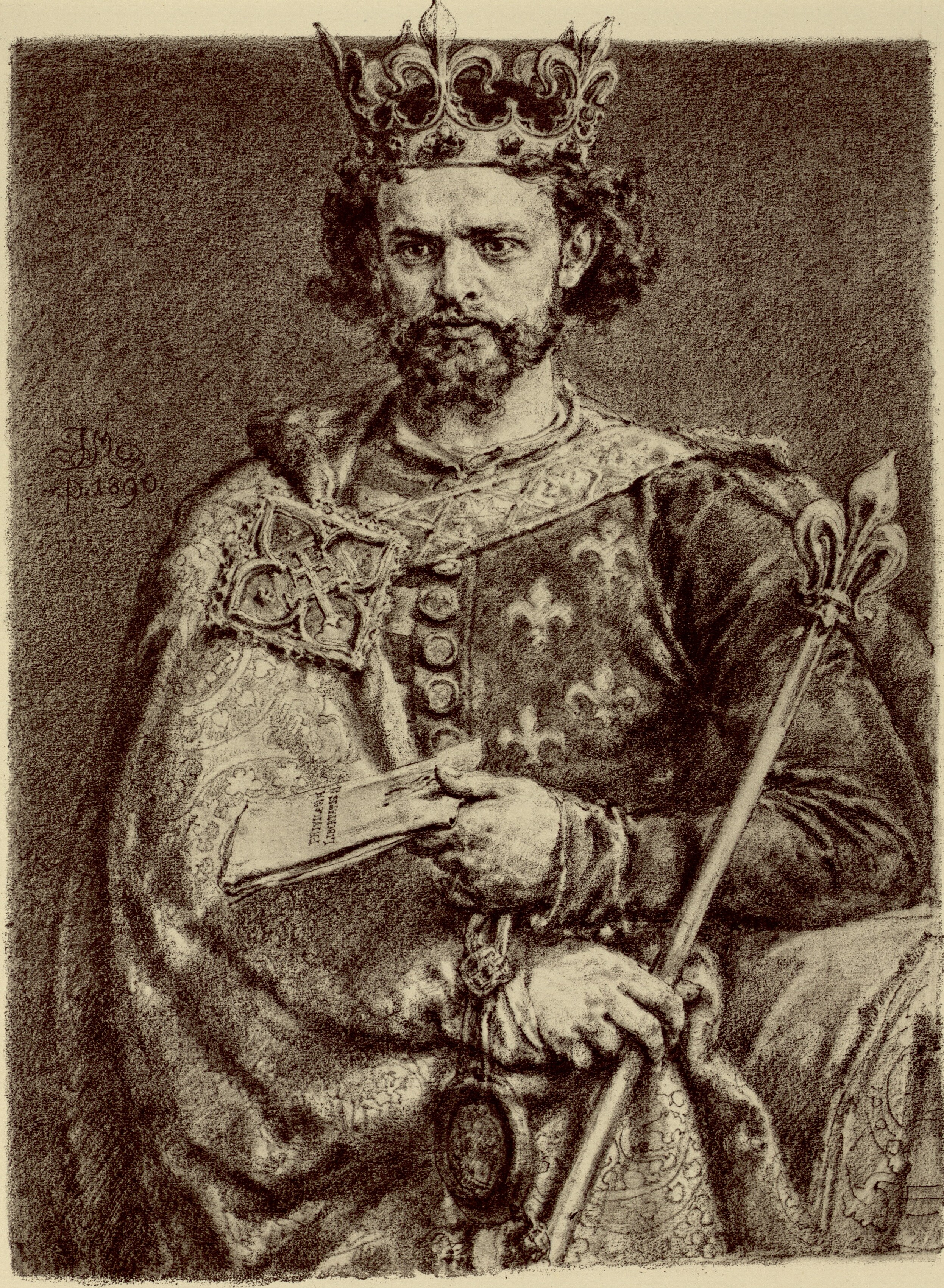
Лайош Великий
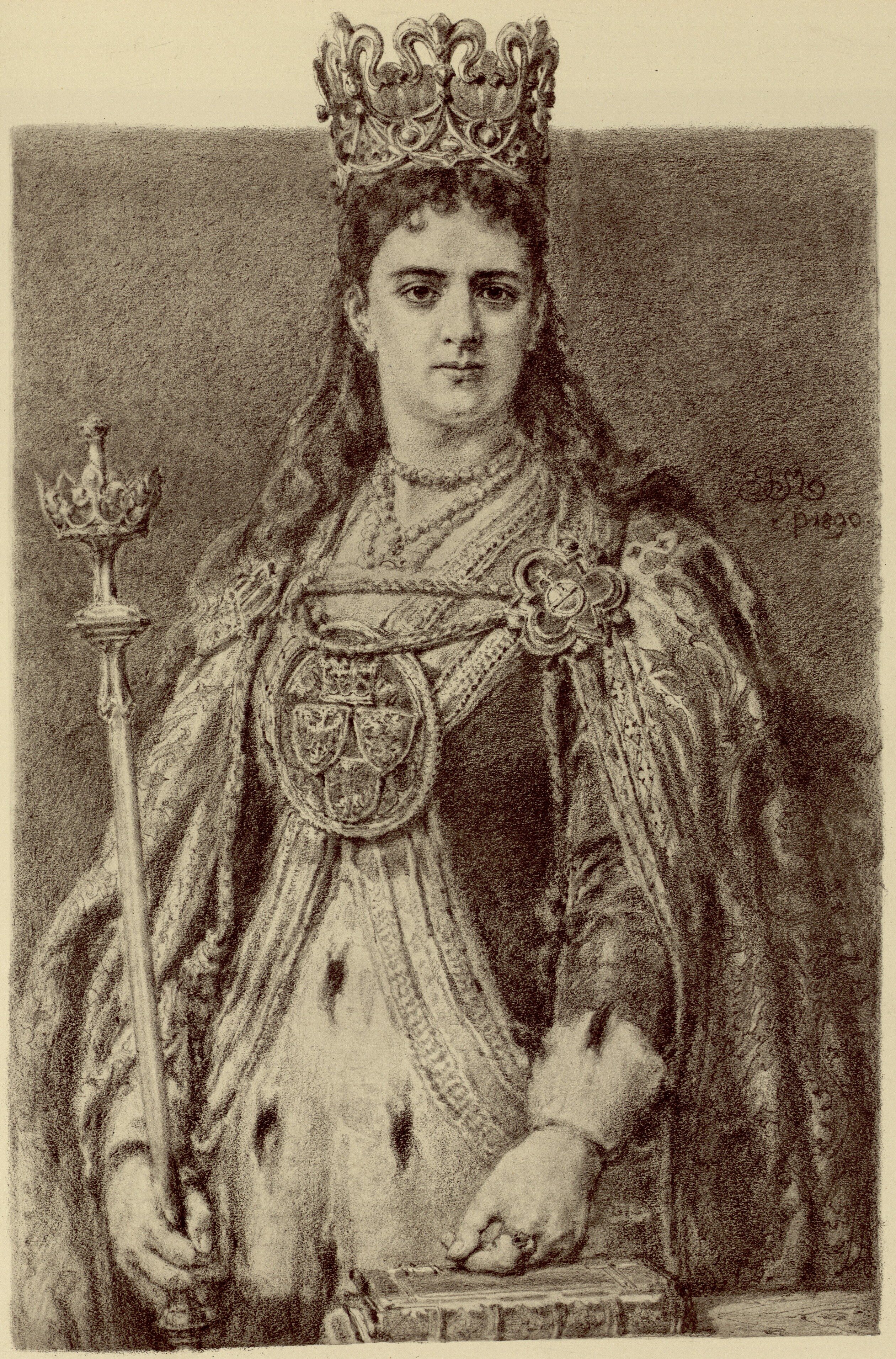
Ядвига
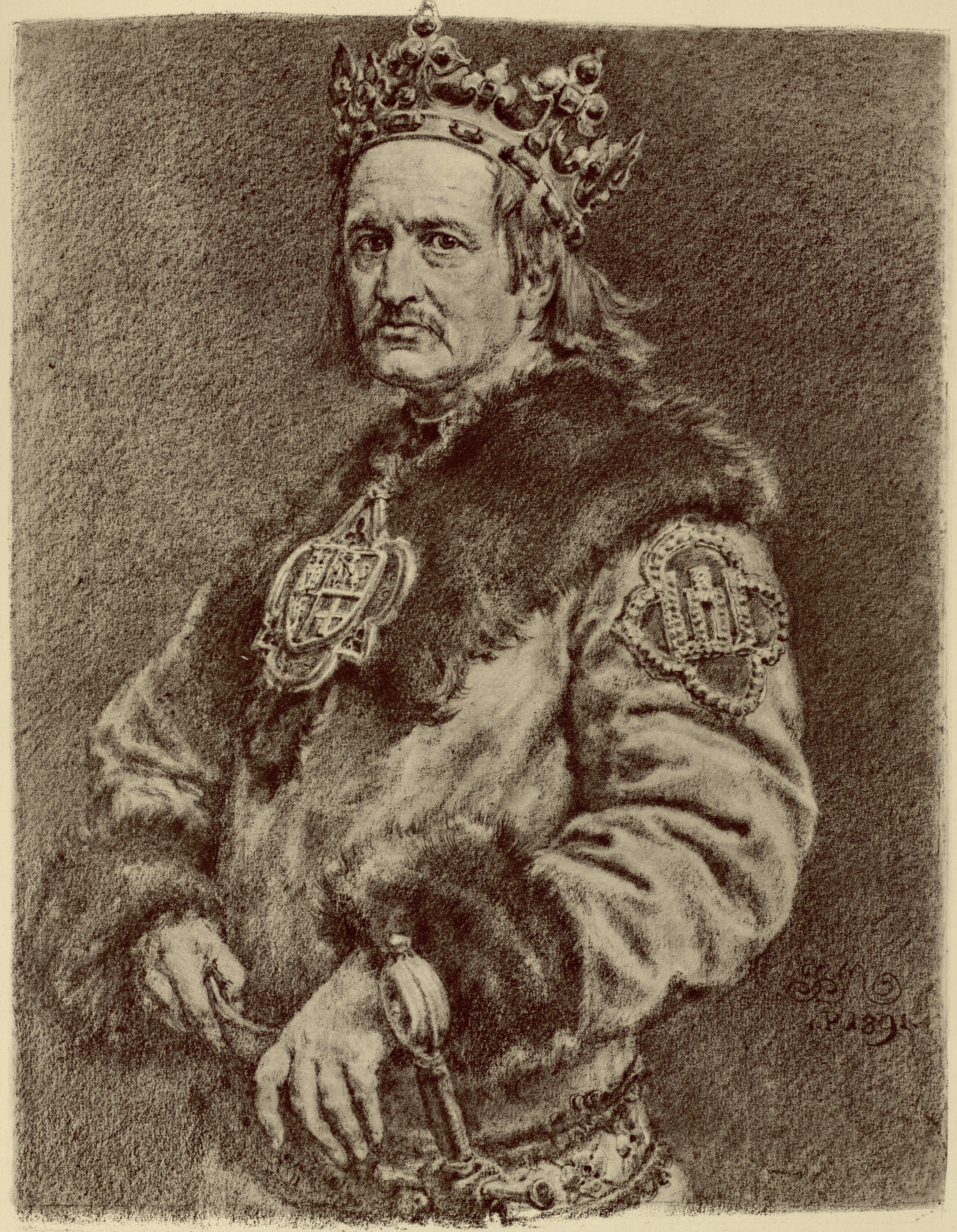
Владислав II Ягелло
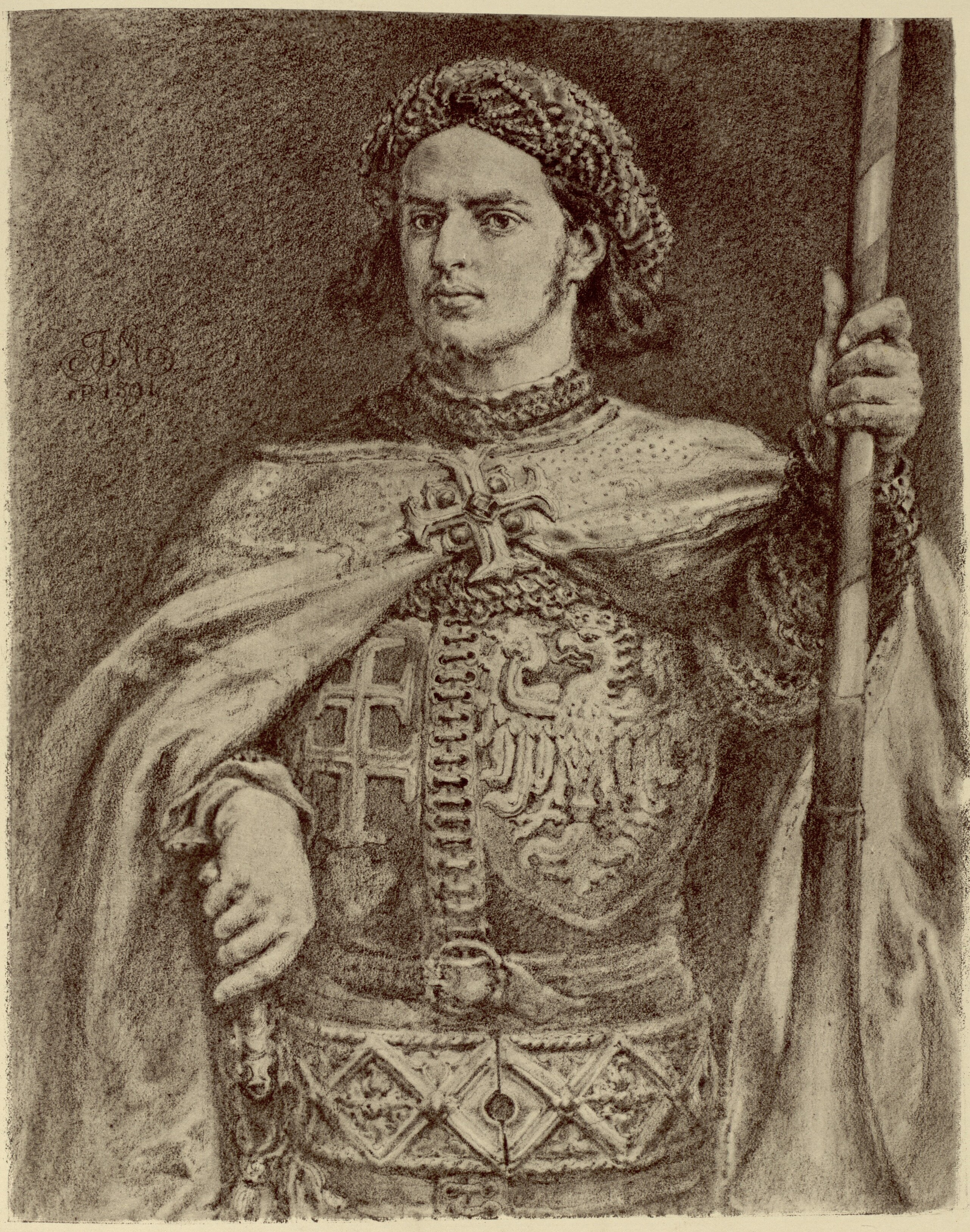
Владислав III Варненчик
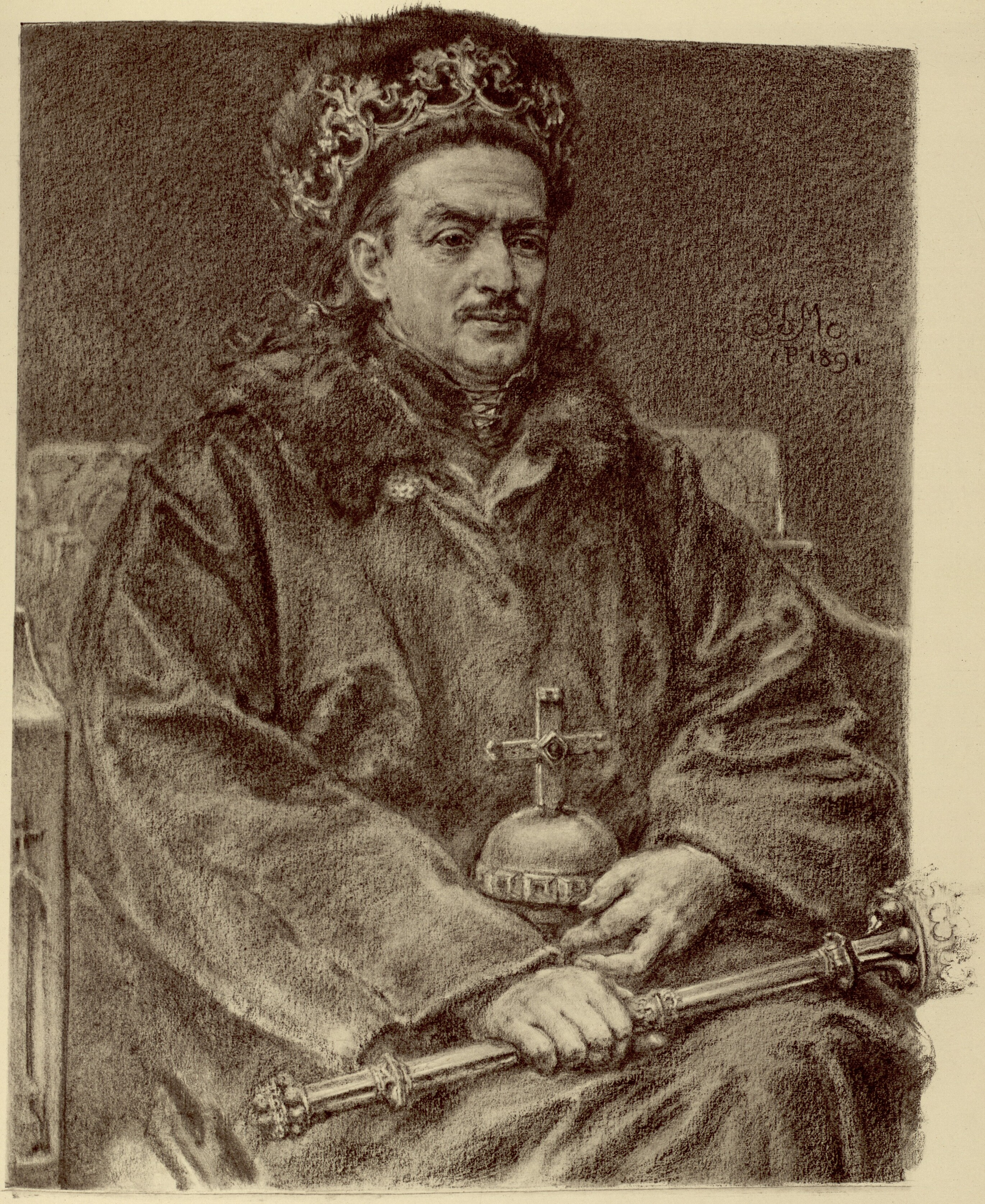
Казимир IV Ягеллончик
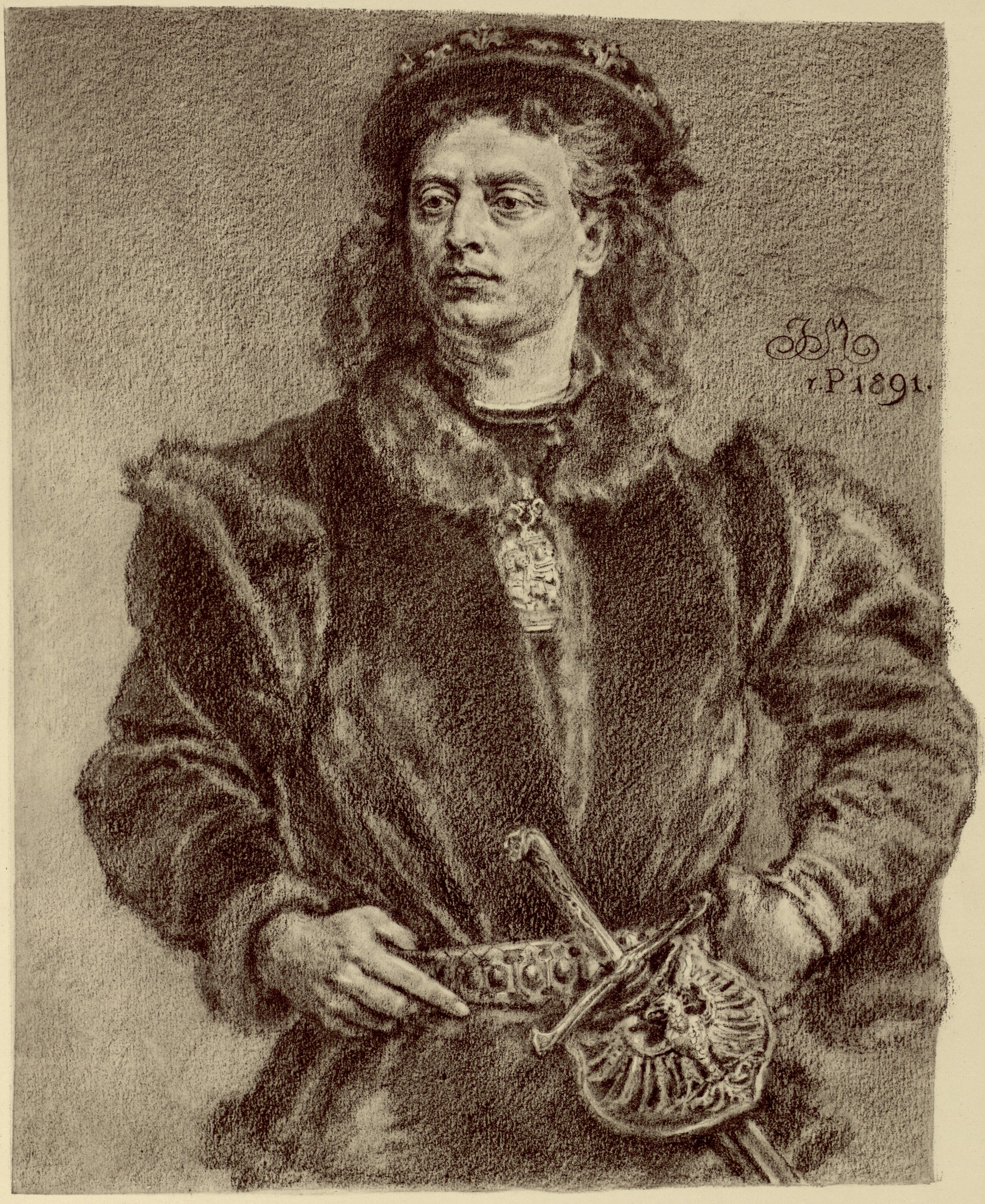
Ян I Ольбрахт
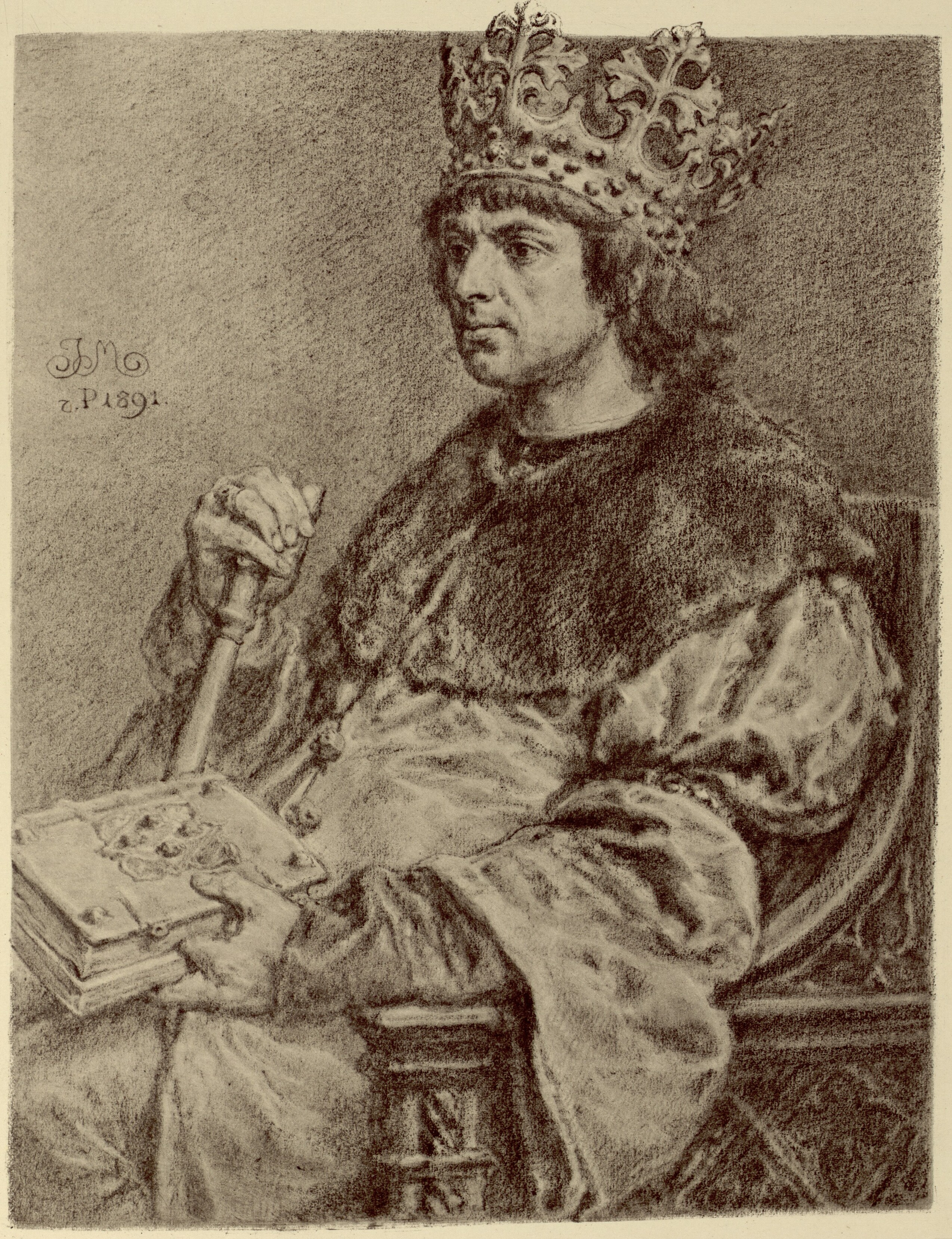
Александр Ягеллончик
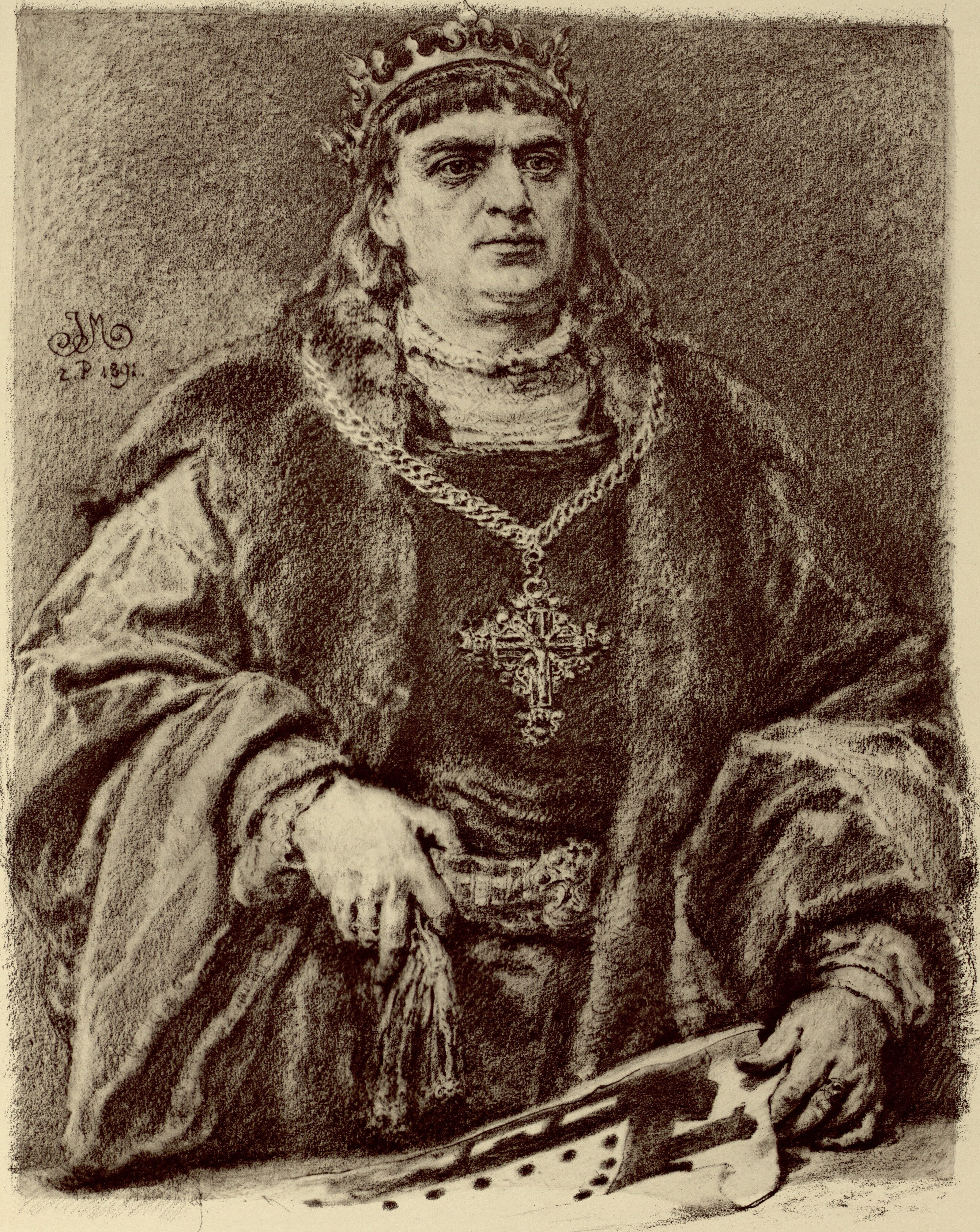
Сигизмунд I Старый
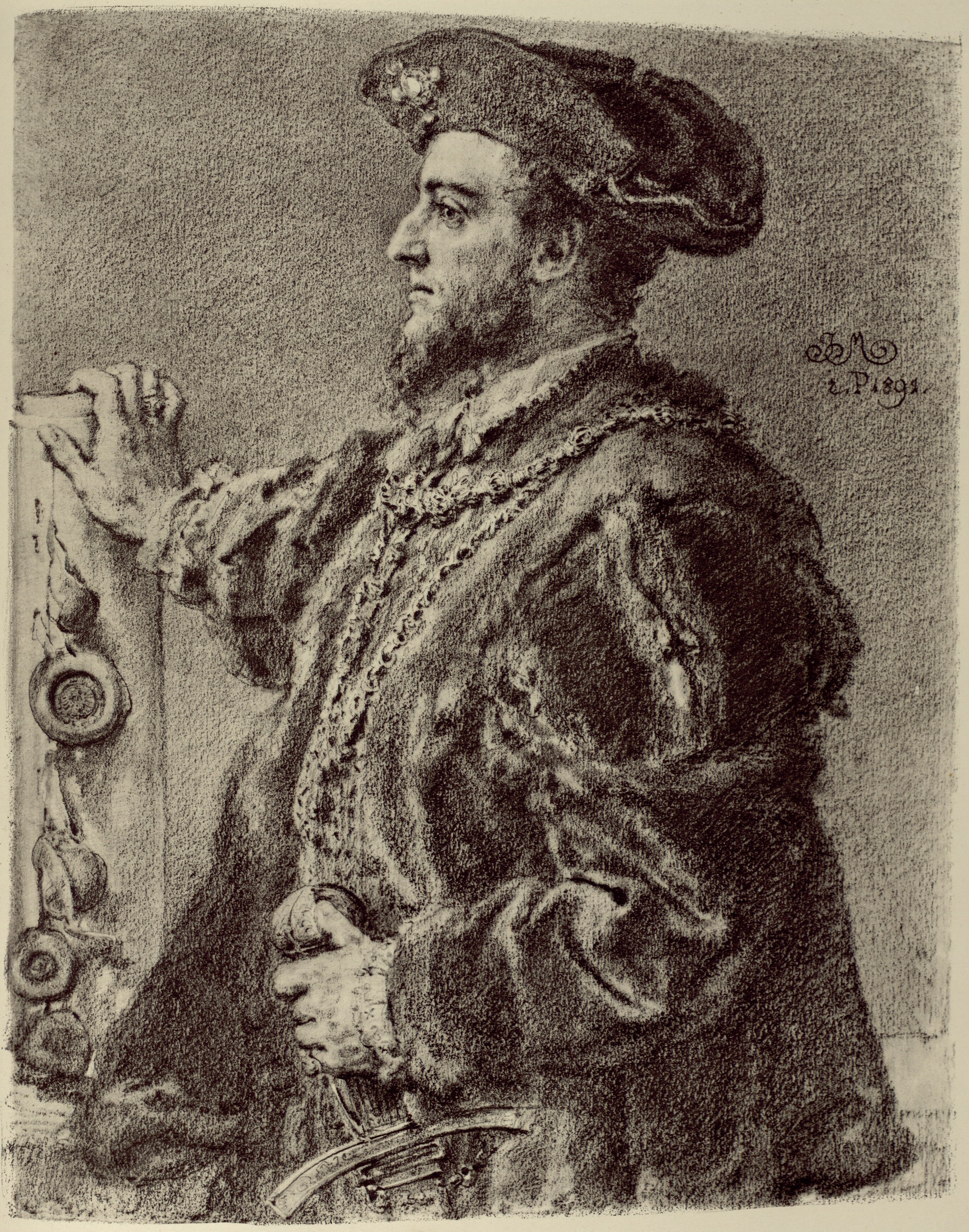
Сигизмунд II Август
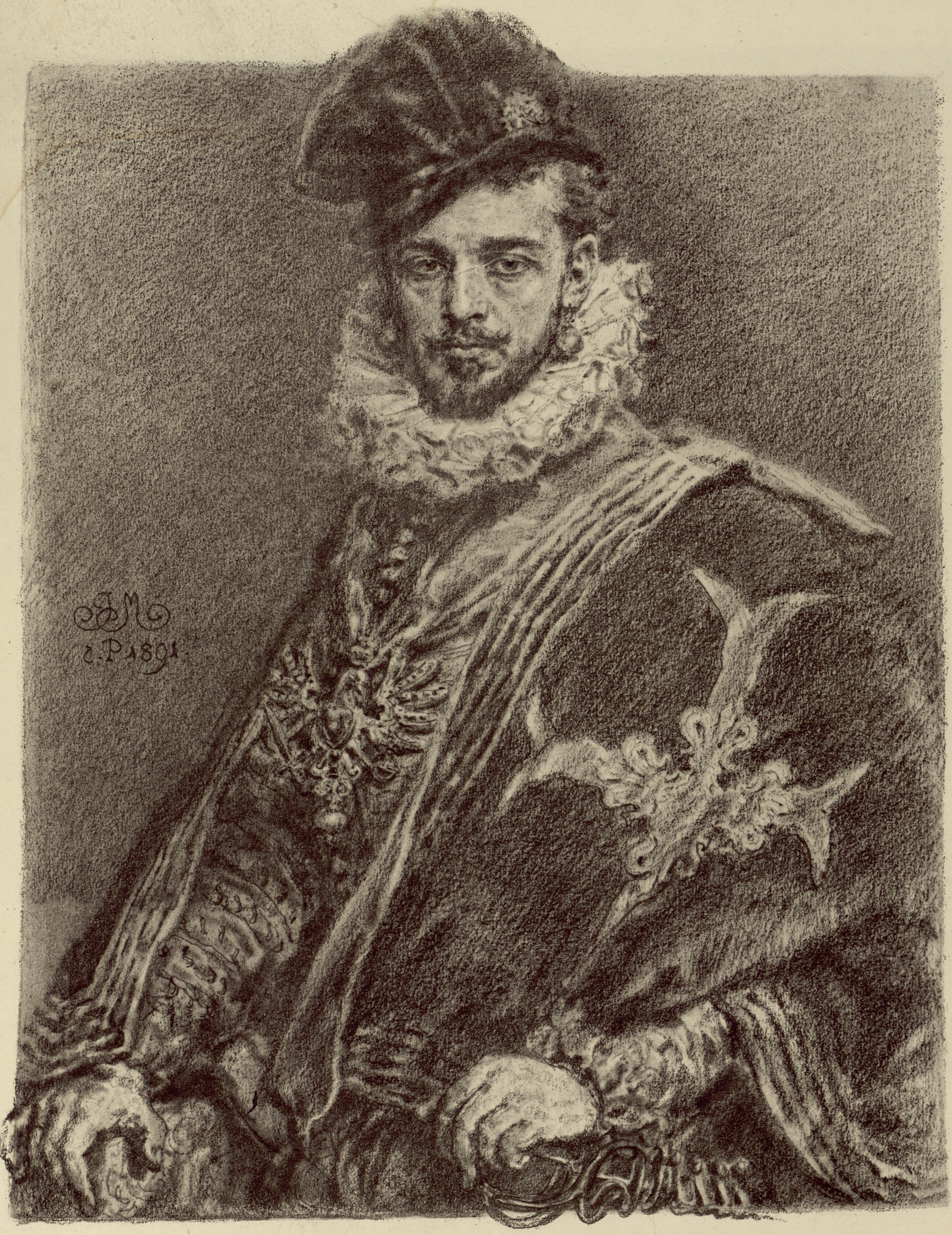
Генрих Валуа
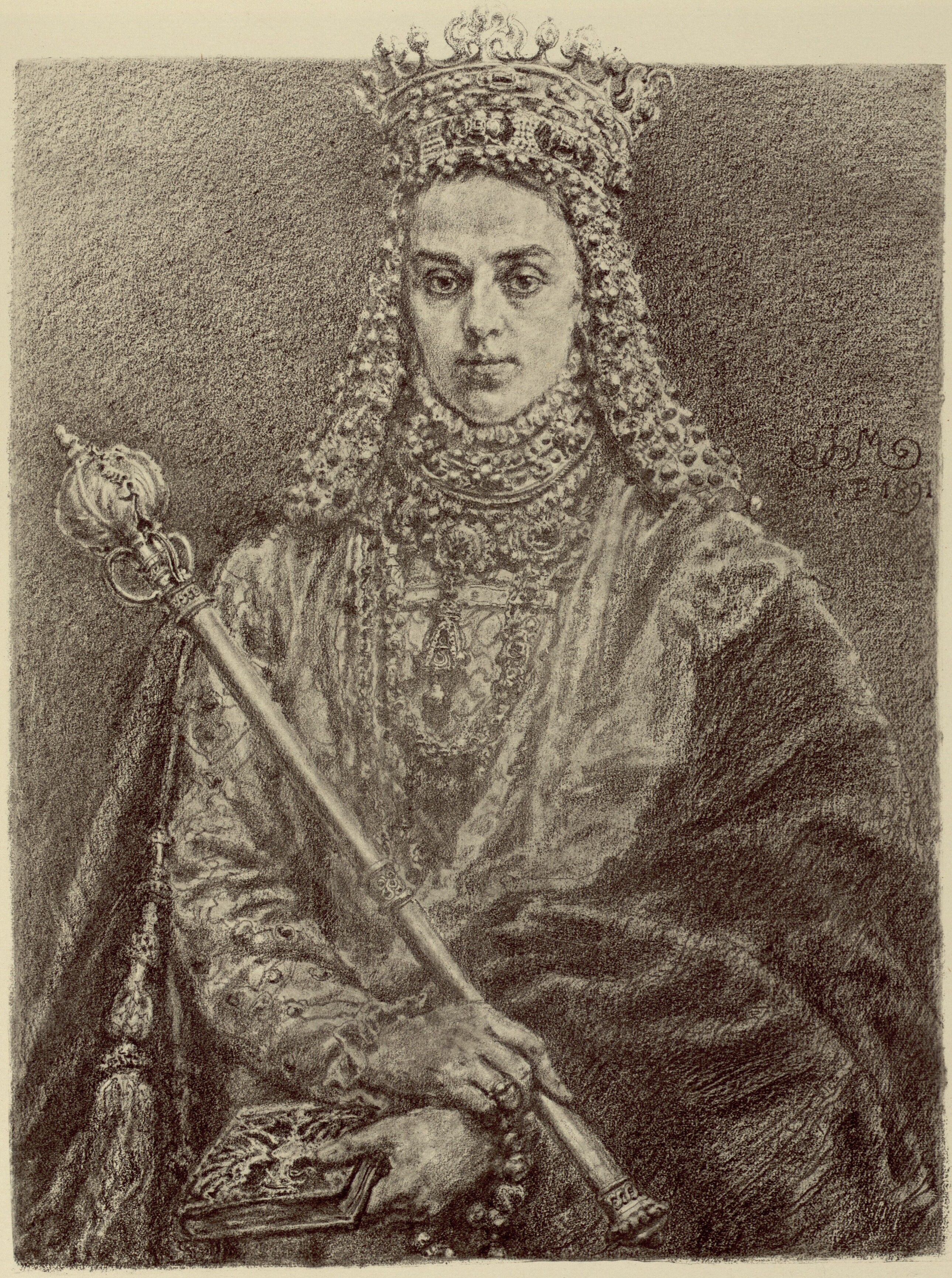
Анна Ягеллонка
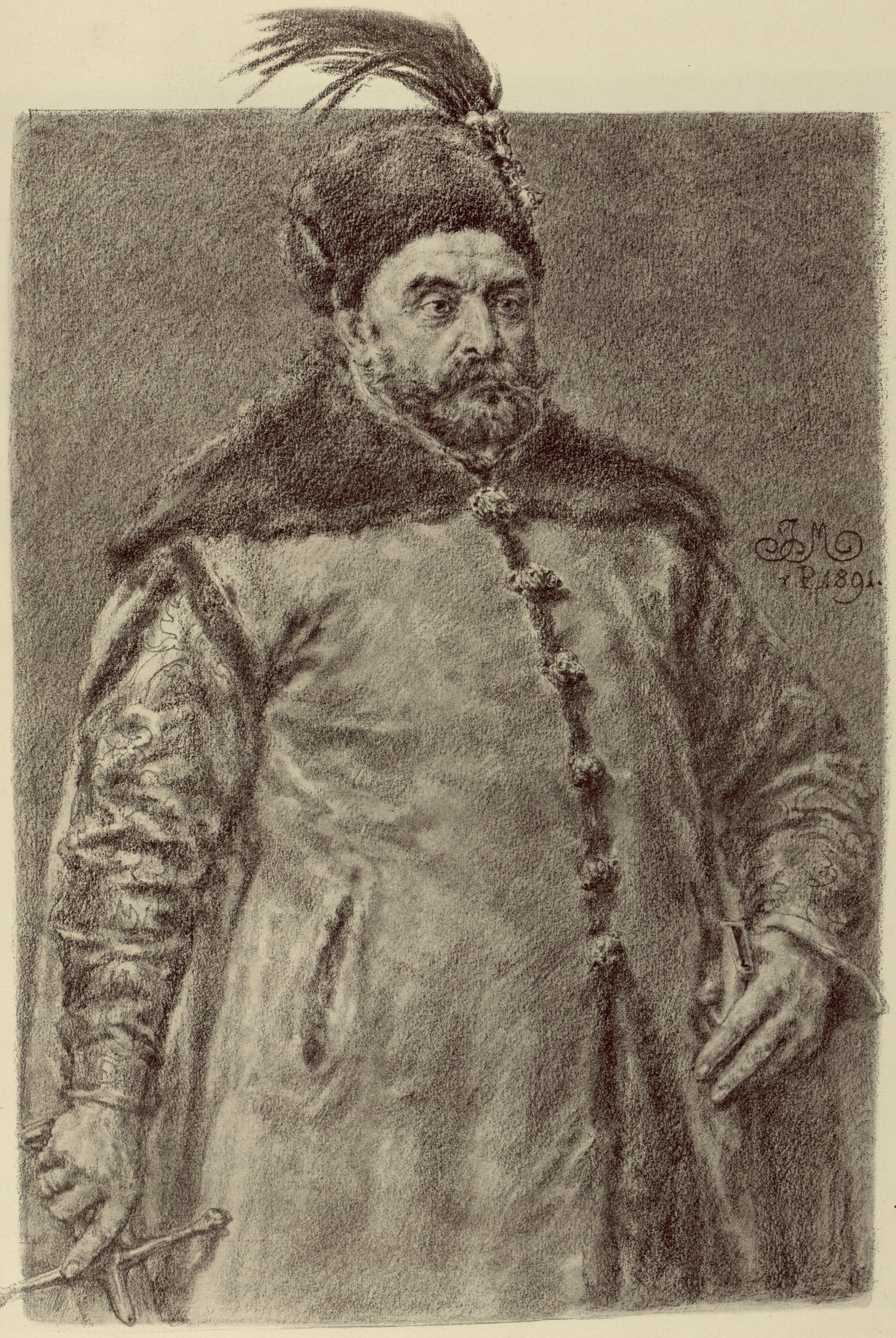
Стефан Баторий
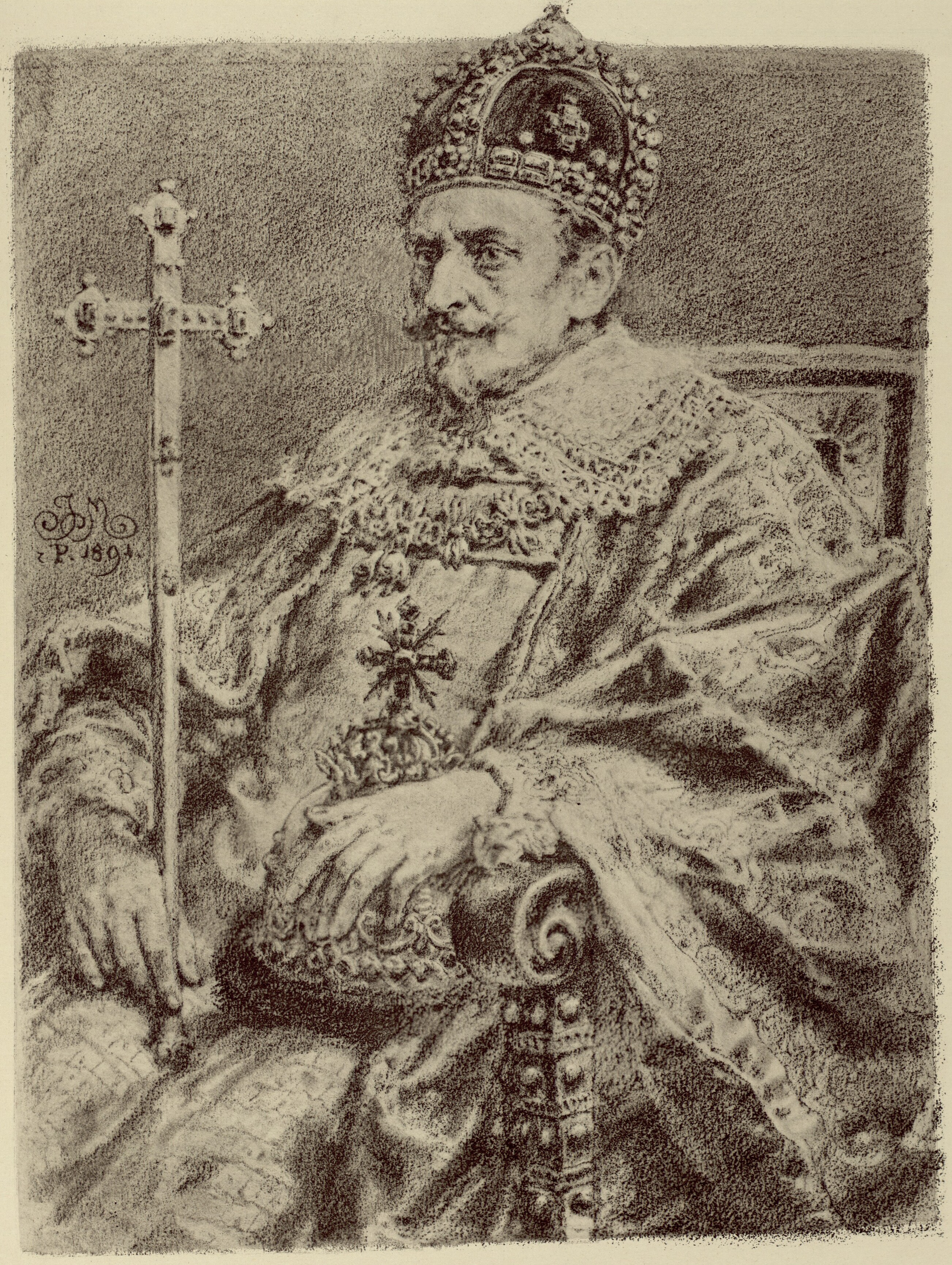
Сигизмунд III Ваза
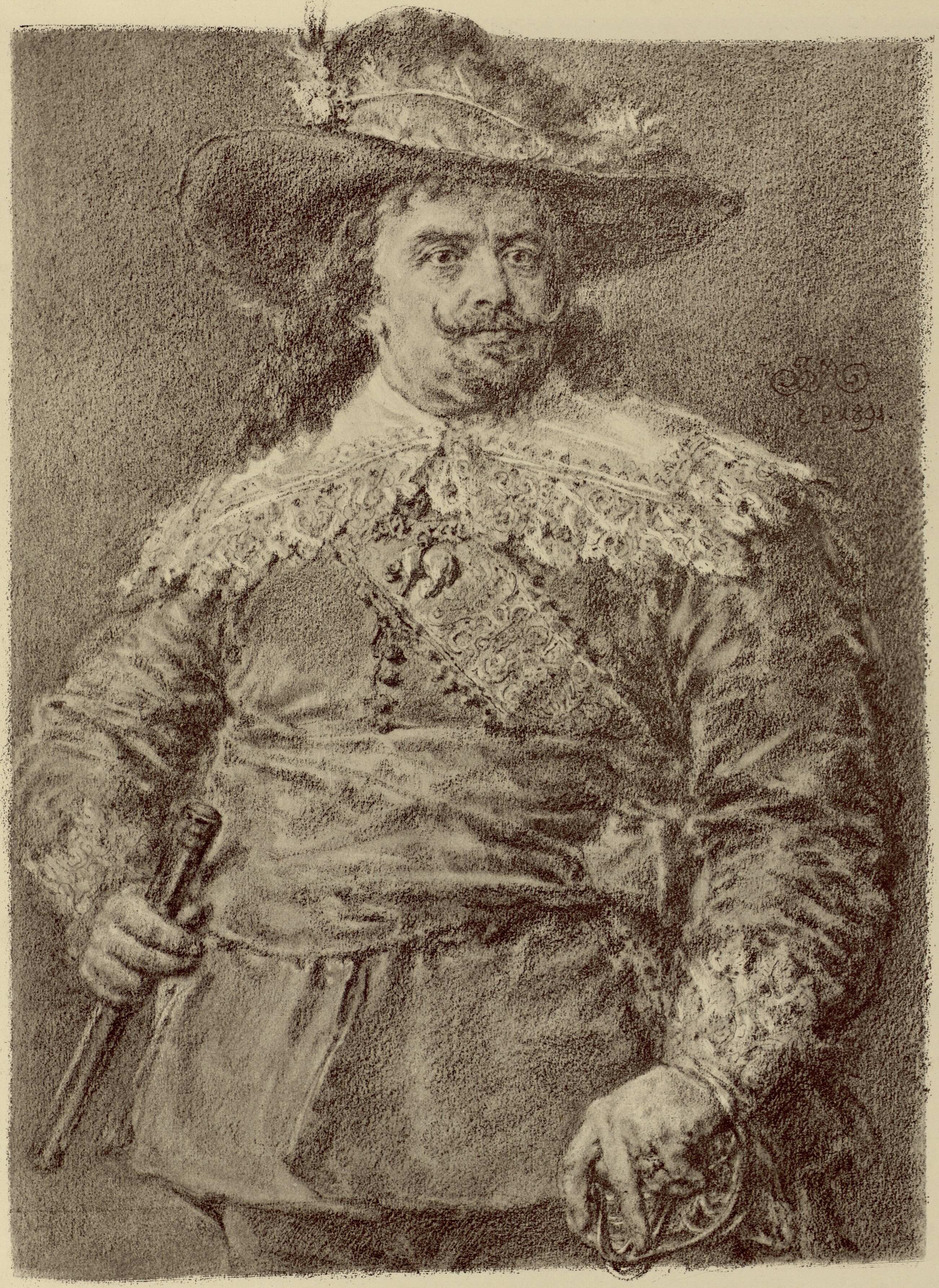
Владислав IV Ваза
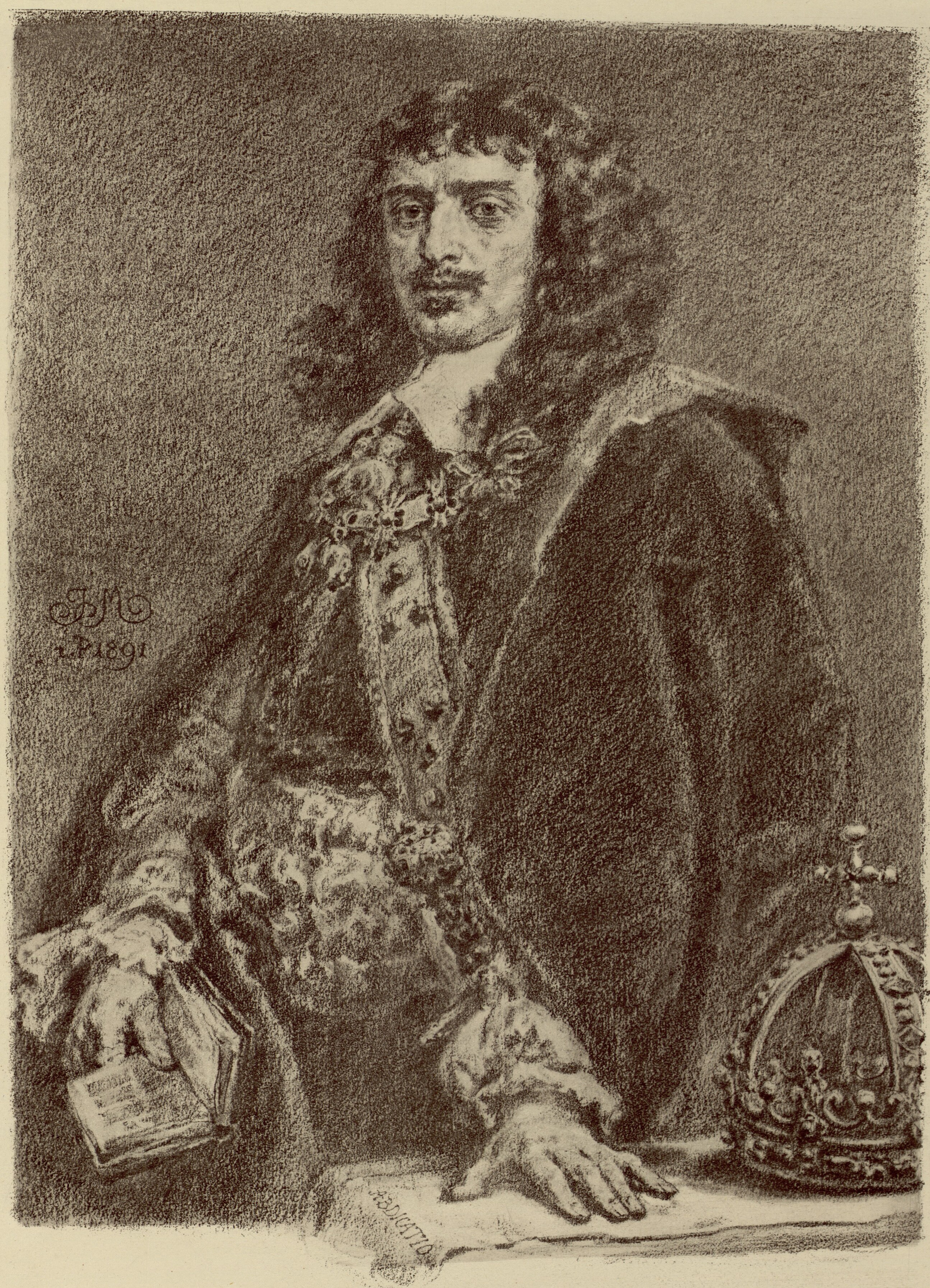
Ян II Казимир Ваза
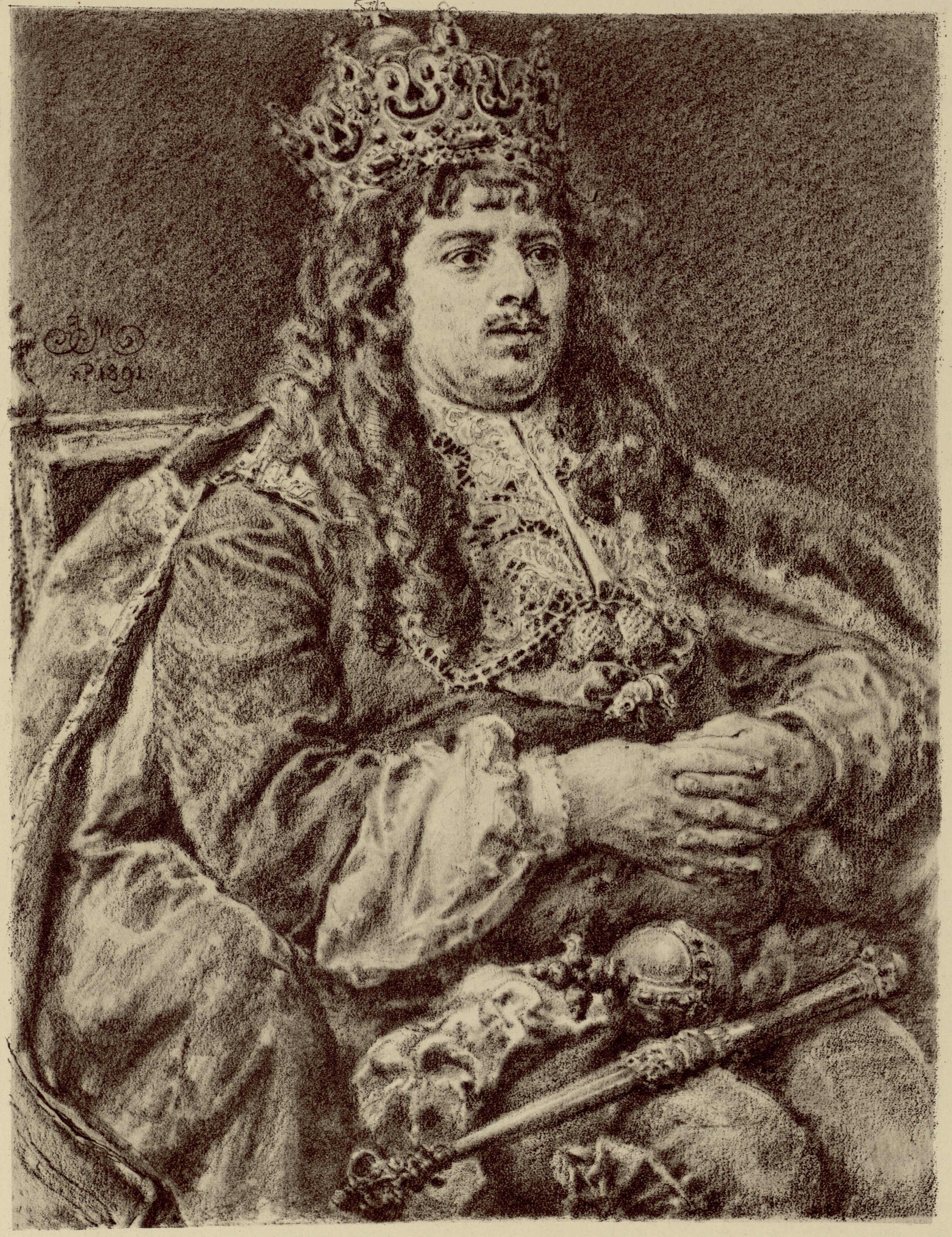
Михаил Корибут Вишневецкий
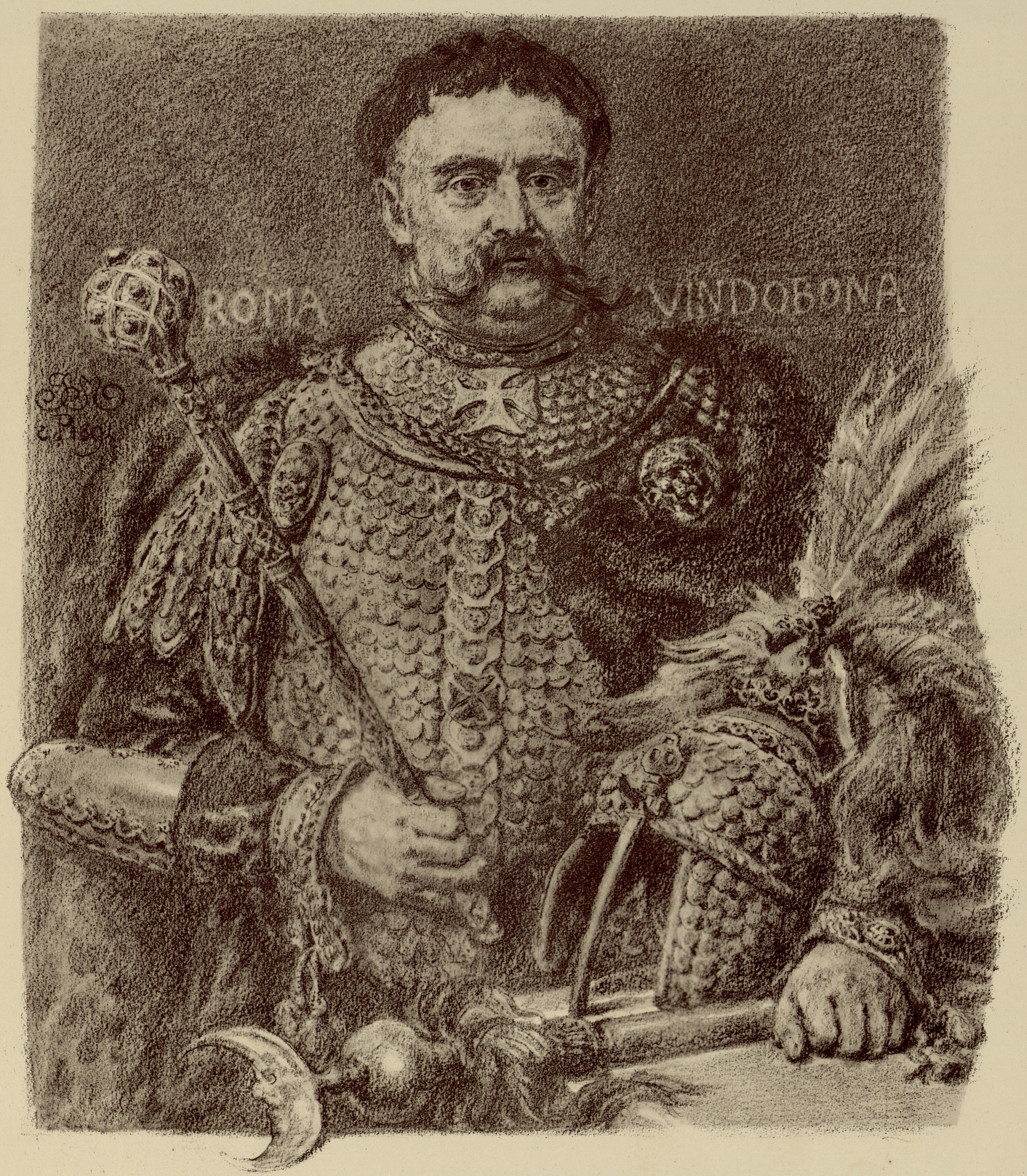
Ян III Собеский
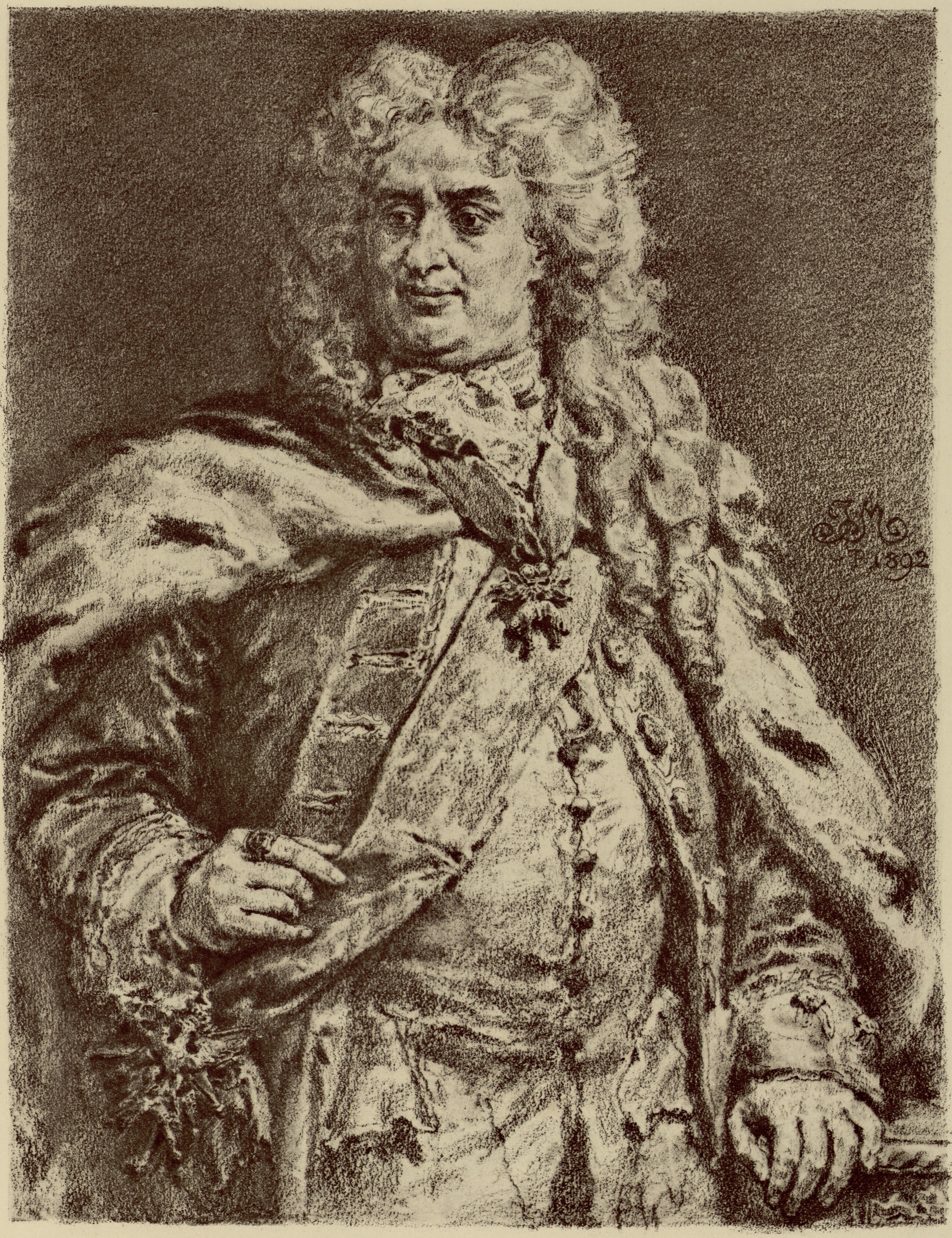
Август II Сильный
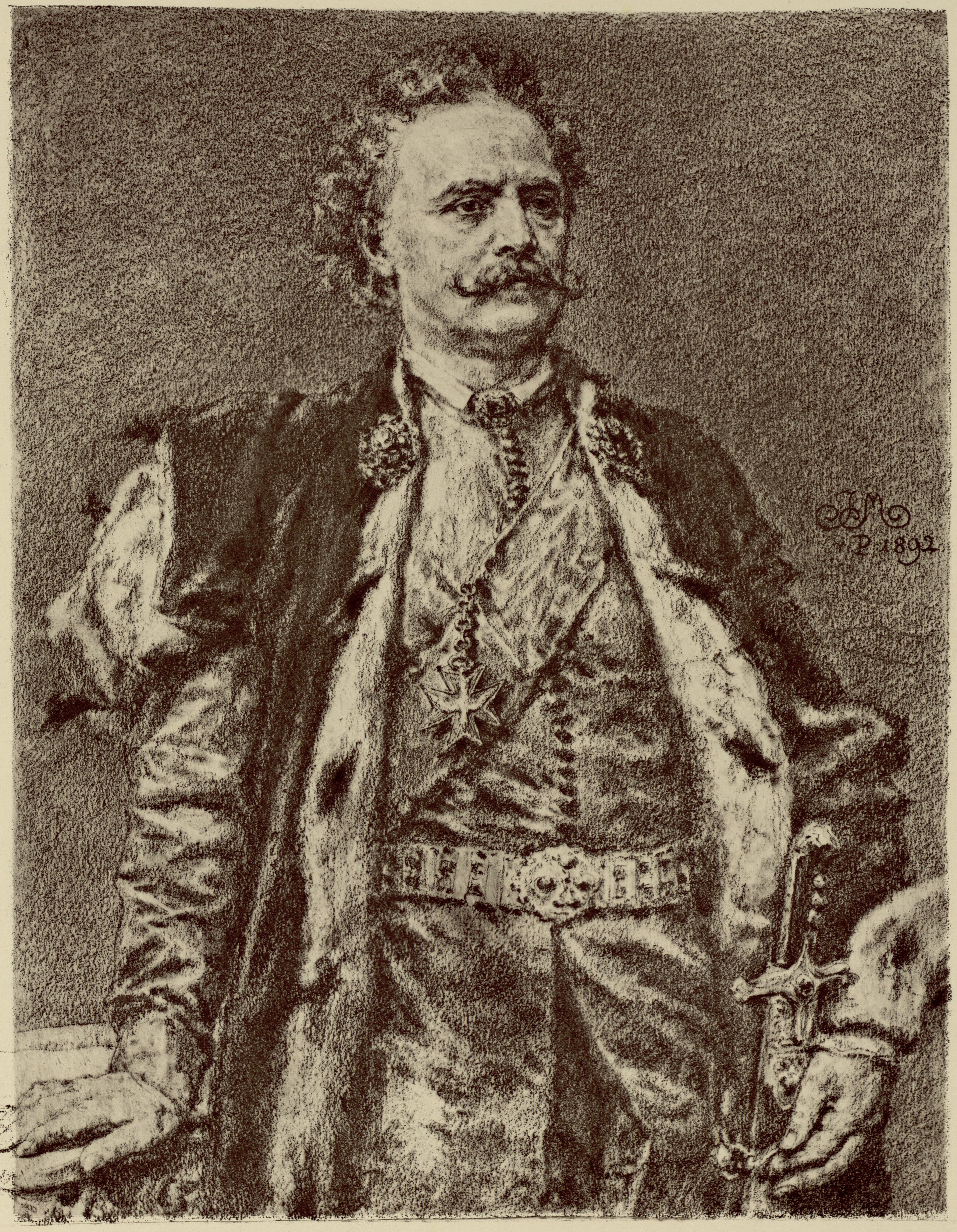
Станислав Лещинский
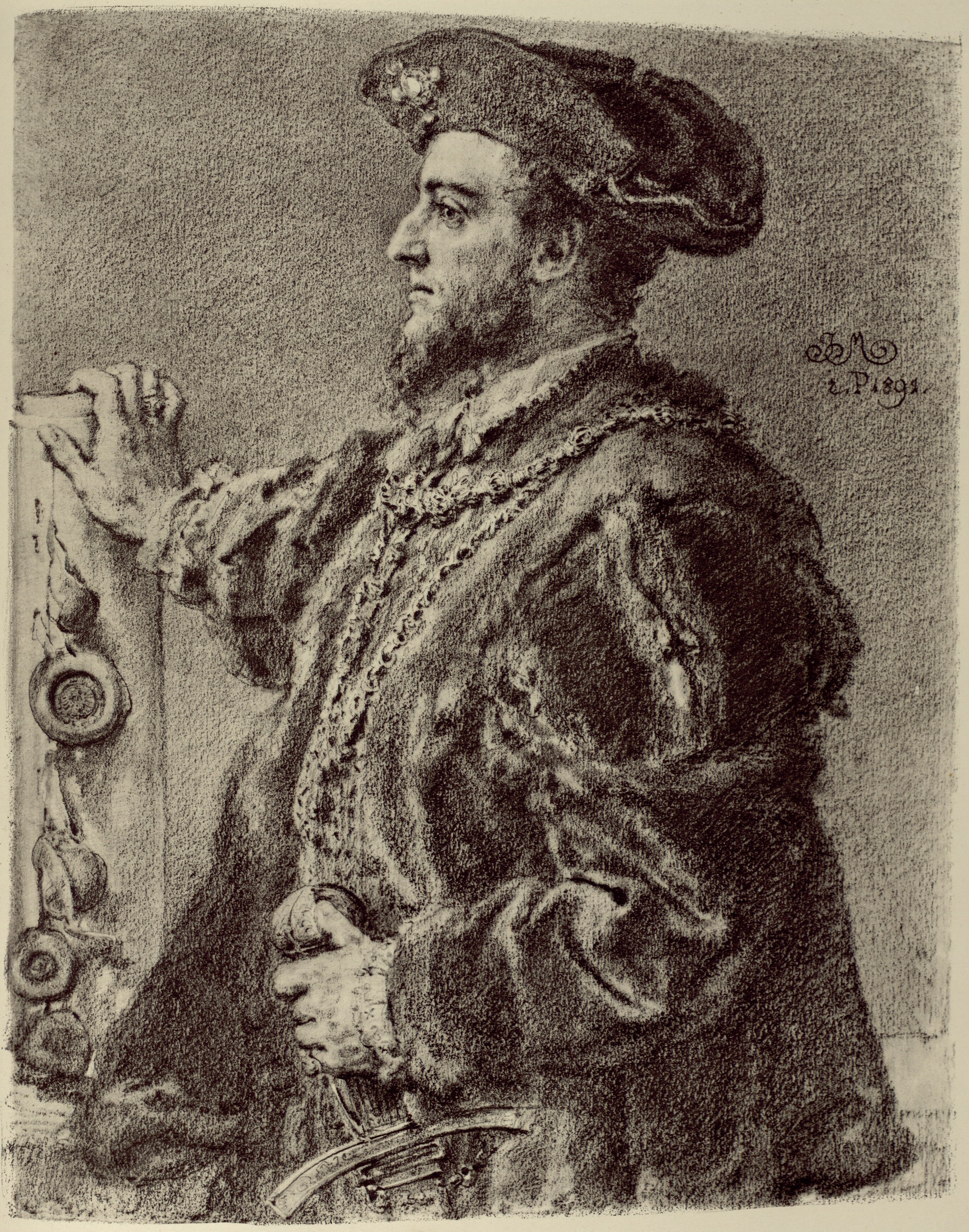
Август III
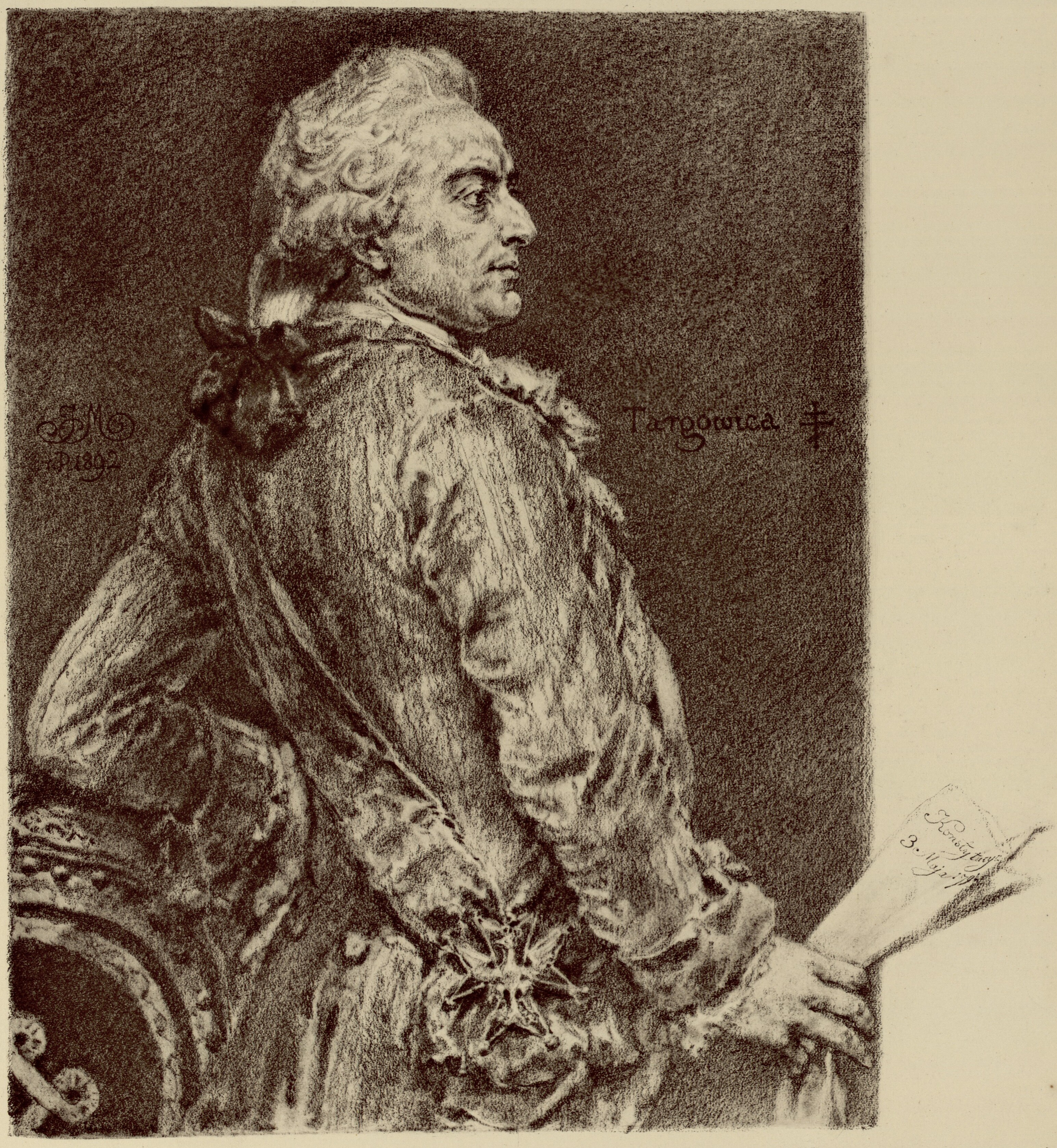
Станислав Август Понятовский